# Liste des planètes mineures (17001-18000)
Voici la liste des planètes mineures numérotées de 17001 à 18000. Les planètes mineures sont numérotées lorsque leur orbite est confirmée, ce qui peut parfois se produire longtemps après leur découverte. Elles sont classées ici par leur numéro et donc approximativement par leur date de découverte.

## 17001-17100
| Nom                     | Désignation provisoire | Date de la découverte | Découvreur               |
| ----------------------- | ---------------------- | --------------------- | ------------------------ |
| (17001) Braydennoh      | 1999 CT54              | 10 février 1999       | LINEAR                   |
| (17002) Kouzel          | 1999 CV54              | 10 février 1999       | LINEAR                   |
| (17003) Poojanpandya    | 1999 CE55              | 10 février 1999       | LINEAR                   |
| (17004) Sinkevich       | 1999 CR61              | 12 février 1999       | LINEAR                   |
| (17005) 1999 CD63       | 1999 CD63              | 12 février 1999       | LINEAR                   |
| (17006) 1999 CH63       | 1999 CH63              | 12 février 1999       | LINEAR                   |
| (17007) 1999 CK65       | 1999 CK65              | 12 février 1999       | LINEAR                   |
| (17008) Anamariaperez   | 1999 CL65              | 12 février 1999       | LINEAR                   |
| (17009) Jasonping       | 1999 CM70              | 12 février 1999       | LINEAR                   |
| (17010) 1999 CQ72       | 1999 CQ72              | 12 février 1999       | LINEAR                   |
| (17011) 1999 CC80       | 1999 CC80              | 12 février 1999       | LINEAR                   |
| (17012) 1999 CY80       | 1999 CY80              | 12 février 1999       | LINEAR                   |
| (17013) 1999 CA82       | 1999 CA82              | 12 février 1999       | LINEAR                   |
| (17014) Melaniequan     | 1999 CY96              | 10 février 1999       | LINEAR                   |
| (17015) Shriyareddy     | 1999 CN117             | 12 février 1999       | LINEAR                   |
| (17016) 1999 CV123      | 1999 CV123             | 11 février 1999       | LINEAR                   |
| (17017) 1999 CJ138      | 1999 CJ138             | 11 février 1999       | Spacewatch               |
| (17018) 1999 DB1        | 1999 DB1               | 18 février 1999       | NEAT                     |
| (17019) Aldo            | 1999 DV3               | 23 février 1999       | M. Tombelli, G. Forti    |
| (17020) Hopemeraengus   | 1999 DH4               | 24 février 1999       | I. P. Griffin            |
| (17021) 1999 DS6        | 1999 DS6               | 20 février 1999       | LINEAR                   |
| (17022) Huisjen         | 1999 DN7               | 18 février 1999       | LONEOS                   |
| (17023) Abbott          | 1999 EG                | 7 mars 1999           | J. Broughton             |
| (17024) Costello        | 1999 EJ5               | 15 mars 1999          | J. Broughton             |
| (17025) Pilachowski     | 1999 ES5               | 13 mars 1999          | R. A. Tucker             |
| (17026) 1999 EC8        | 1999 EC8               | 12 mars 1999          | Spacewatch               |
| (17027) 1999 EF12       | 1999 EF12              | 15 mars 1999          | LINEAR                   |
| (17028) Frankstadermann | 1999 FJ5               | 18 mars 1999          | Spacewatch               |
| (17029) Cuillandre      | 1999 FM6               | 17 mars 1999          | ODAS                     |
| (17030) Sierks          | 1999 FC9               | 19 mars 1999          | LONEOS                   |
| (17031) Piethut         | 1999 FL9               | 22 mars 1999          | LONEOS                   |
| (17032) Edlu            | 1999 FM9               | 22 mars 1999          | LONEOS                   |
| (17033) Rusty           | 1999 FR9               | 22 mars 1999          | LONEOS                   |
| (17034) Vasylshev       | 1999 FS9               | 22 mars 1999          | LONEOS                   |
| (17035) Velichko        | 1999 FC10              | 22 mars 1999          | LONEOS                   |
| (17036) Krugly          | 1999 FD10              | 22 mars 1999          | LONEOS                   |
| (17037) Danfleisch      | 1999 FV10              | 16 mars 1999          | Spacewatch               |
| (17038) Wake            | 1999 FO21              | 26 mars 1999          | J. Broughton             |
| (17039) Yeuseyenka      | 1999 FN26              | 19 mars 1999          | LINEAR                   |
| (17040) Almeida         | 1999 FT27              | 19 mars 1999          | LINEAR                   |
| (17041) Castagna        | 1999 FB30              | 19 mars 1999          | LINEAR                   |
| (17042) Madiraju        | 1999 FG30              | 19 mars 1999          | LINEAR                   |
| (17043) Santucci        | 1999 FJ30              | 19 mars 1999          | LINEAR                   |
| (17044) Mubdirahman     | 1999 FZ30              | 19 mars 1999          | LINEAR                   |
| (17045) Markert         | 1999 FV32              | 22 mars 1999          | D. J. Tholen             |
| (17046) Kenway          | 1999 FM33              | 19 mars 1999          | LINEAR                   |
| (17047) Tateschrock     | 1999 FP33              | 19 mars 1999          | LINEAR                   |
| (17048) Nicolesegaran   | 1999 FD34              | 19 mars 1999          | LINEAR                   |
| (17049) Miron           | 1999 FJ34              | 19 mars 1999          | LINEAR                   |
| (17050) Weiskopf        | 1999 FX45              | 20 mars 1999          | LINEAR                   |
| (17051) Oflynn          | 1999 FW46              | 20 mars 1999          | LINEAR                   |
| (17052) Senthilvel      | 1999 FS51              | 20 mars 1999          | LINEAR                   |
| (17053) Ashayshah       | 1999 FX56              | 20 mars 1999          | LINEAR                   |
| (17054) 1999 GL2        | 1999 GL2               | 6 avril 1999          | K. Korlević              |
| (17055) 1999 GP3        | 1999 GP3               | 6 avril 1999          | R. G. Sandness           |
| (17056) Boschetti       | 1999 GW3               | 6 avril 1999          | L. Tesi, A. Boattini     |
| (17057) 1999 GS4        | 1999 GS4               | 10 avril 1999         | K. Korlević              |
| (17058) Rocknroll       | 1999 GA5               | 13 avril 1999         | J. Broughton             |
| (17059) Elvis           | 1999 GX5               | 15 avril 1999         | J. Broughton             |
| (17060) Mikecombi       | 1999 GX7               | 9 avril 1999          | LONEOS                   |
| (17061) Tegler          | 1999 GQ8               | 10 avril 1999         | LONEOS                   |
| (17062) Bardot          | 1999 GR8               | 10 avril 1999         | LONEOS                   |
| (17063) Papaloizou      | 1999 GP9               | 15 avril 1999         | LONEOS                   |
| (17064) Ashnashah       | 1999 GX16              | 15 avril 1999         | LINEAR                   |
| (17065) Shrilashah      | 1999 GK17              | 15 avril 1999         | LINEAR                   |
| (17066) Ginagallant     | 1999 GG18              | 15 avril 1999         | LINEAR                   |
| (17067) 1999 GF19       | 1999 GF19              | 15 avril 1999         | LINEAR                   |
| (17068) 1999 GO19       | 1999 GO19              | 15 avril 1999         | LINEAR                   |
| (17069) Adyantshankar   | 1999 GD20              | 15 avril 1999         | LINEAR                   |
| (17070) Yanniksingh     | 1999 GG20              | 15 avril 1999         | LINEAR                   |
| (17071) Spiride         | 1999 GK21              | 15 avril 1999         | LINEAR                   |
| (17072) Athiviraham     | 1999 GT31              | 7 avril 1999          | LINEAR                   |
| (17073) Alexblank       | 1999 GX34              | 6 avril 1999          | LINEAR                   |
| (17074) Shreshth        | 1999 GQ36              | 12 avril 1999         | LINEAR                   |
| (17075) Pankonin        | 1999 GF49              | 9 avril 1999          | LONEOS                   |
| (17076) Betti           | 1999 HO                | 18 avril 1999         | P. G. Comba              |
| (17077) Pampaloni       | 1999 HY2               | 25 avril 1999         | A. Boattini, M. Tombelli |
| (17078) Sellers         | 1999 HD3               | 24 avril 1999         | J. Broughton             |
| (17079) Lavrovsky       | 1999 HD9               | 17 avril 1999         | LINEAR                   |
| (17080) 1999 HE9        | 1999 HE9               | 17 avril 1999         | LINEAR                   |
| (17081) Jaytee          | 1999 JT1               | 8 mai 1999            | CSS                      |
| (17082) 1999 JC3        | 1999 JC3               | 9 mai 1999            | K. Korlević              |
| (17083) 1999 JB4        | 1999 JB4               | 10 mai 1999           | LINEAR                   |
| (17084) Sundararajan    | 1999 JV14              | 10 mai 1999           | LINEAR                   |
| (17085) 1999 JM16       | 1999 JM16              | 15 mai 1999           | Spacewatch               |
| (17086) Ruima           | 1999 JH18              | 10 mai 1999           | LINEAR                   |
| (17087) 1999 JC19       | 1999 JC19              | 10 mai 1999           | LINEAR                   |
| (17088) Giupalazzolo    | 1999 JF19              | 10 mai 1999           | LINEAR                   |
| (17089) Mercado         | 1999 JU19              | 10 mai 1999           | LINEAR                   |
| (17090) Mundaca         | 1999 JE21              | 10 mai 1999           | LINEAR                   |
| (17091) Senthalir       | 1999 JM21              | 10 mai 1999           | LINEAR                   |
| (17092) Sharanya        | 1999 JP21              | 10 mai 1999           | LINEAR                   |
| (17093) Supanklang      | 1999 JH22              | 10 mai 1999           | LINEAR                   |
| (17094) Sarahsyed       | 1999 JV25              | 10 mai 1999           | LINEAR                   |
| (17095) Mahadik         | 1999 JN26              | 10 mai 1999           | LINEAR                   |
| (17096) Takemaru        | 1999 JX26              | 10 mai 1999           | LINEAR                   |
| (17097) Ronneuman       | 1999 JX31              | 10 mai 1999           | LINEAR                   |
| (17098) Ikedamai        | 1999 JE34              | 10 mai 1999           | LINEAR                   |
| (17099) Emilytianshi    | 1999 JE37              | 10 mai 1999           | LINEAR                   |
| (17100) Kamiokanatsu    | 1999 JT37              | 10 mai 1999           | LINEAR                   |

## 17101-17200
| Nom                   | Désignation provisoire | Date de la découverte | Découvreur                           |
| --------------------- | ---------------------- | --------------------- | ------------------------------------ |
| (17101) Sakenova      | 1999 JZ38              | 10 mai 1999           | LINEAR                               |
| (17102) Begzhigitova  | 1999 JB41              | 10 mai 1999           | LINEAR                               |
| (17103) Kadyrsizova   | 1999 JC42              | 10 mai 1999           | LINEAR                               |
| (17104) McCloskey     | 1999 JV46              | 10 mai 1999           | LINEAR                               |
| (17105) 1999 JC47     | 1999 JC47              | 10 mai 1999           | LINEAR                               |
| (17106) Tidball       | 1999 JT48              | 10 mai 1999           | LINEAR                               |
| (17107) 1999 JJ51     | 1999 JJ51              | 10 mai 1999           | LINEAR                               |
| (17108) Patricorbett  | 1999 JL51              | 10 mai 1999           | LINEAR                               |
| (17109) 1999 JF52     | 1999 JF52              | 10 mai 1999           | LINEAR                               |
| (17110) 1999 JG52     | 1999 JG52              | 10 mai 1999           | LINEAR                               |
| (17111) 1999 JH52     | 1999 JH52              | 10 mai 1999           | LINEAR                               |
| (17112) 1999 JM52     | 1999 JM52              | 10 mai 1999           | LINEAR                               |
| (17113) 1999 JE54     | 1999 JE54              | 10 mai 1999           | LINEAR                               |
| (17114) 1999 JJ54     | 1999 JJ54              | 10 mai 1999           | LINEAR                               |
| (17115) Justiniano    | 1999 JT54              | 10 mai 1999           | LINEAR                               |
| (17116) 1999 JO57     | 1999 JO57              | 10 mai 1999           | LINEAR                               |
| (17117) 1999 JL58     | 1999 JL58              | 10 mai 1999           | LINEAR                               |
| (17118) 1999 JM58     | 1999 JM58              | 10 mai 1999           | LINEAR                               |
| (17119) Alexisrodrz   | 1999 JP59              | 10 mai 1999           | LINEAR                               |
| (17120) 1999 JP60     | 1999 JP60              | 10 mai 1999           | LINEAR                               |
| (17121) Fernandonido  | 1999 JX60              | 10 mai 1999           | LINEAR                               |
| (17122) 1999 JH63     | 1999 JH63              | 10 mai 1999           | LINEAR                               |
| (17123) 1999 JQ63     | 1999 JQ63              | 10 mai 1999           | LINEAR                               |
| (17124) Rishavalera   | 1999 JC65              | 12 mai 1999           | LINEAR                               |
| (17125) Vijayakumar   | 1999 JB68              | 12 mai 1999           | LINEAR                               |
| (17126) Sophiawang    | 1999 JH68              | 12 mai 1999           | LINEAR                               |
| (17127) Ryanwestcott  | 1999 JE69              | 12 mai 1999           | LINEAR                               |
| (17128) Stephyoshida  | 1999 JS75              | 10 mai 1999           | LINEAR                               |
| (17129) 1999 JM78     | 1999 JM78              | 13 mai 1999           | LINEAR                               |
| (17130) Alexzhang     | 1999 JV79              | 13 mai 1999           | LINEAR                               |
| (17131) Paulazhu      | 1999 JL80              | 12 mai 1999           | LINEAR                               |
| (17132) 1999 JV80     | 1999 JV80              | 12 mai 1999           | LINEAR                               |
| (17133) 1999 JC81     | 1999 JC81              | 12 mai 1999           | LINEAR                               |
| (17134) 1999 JX81     | 1999 JX81              | 12 mai 1999           | LINEAR                               |
| (17135) 1999 JD82     | 1999 JD82              | 12 mai 1999           | LINEAR                               |
| (17136) 1999 JE82     | 1999 JE82              | 12 mai 1999           | LINEAR                               |
| (17137) 1999 JK84     | 1999 JK84              | 12 mai 1999           | LINEAR                               |
| (17138) Burgosrosario | 1999 JM84              | 12 mai 1999           | LINEAR                               |
| (17139) Malyshev      | 1999 JS86              | 12 mai 1999           | LINEAR                               |
| (17140) Yangkevin     | 1999 JU86              | 12 mai 1999           | LINEAR                               |
| (17141) Bhatia        | 1999 JV94              | 12 mai 1999           | LINEAR                               |
| (17142) 1999 JQ95     | 1999 JQ95              | 12 mai 1999           | LINEAR                               |
| (17143) Andrewbrinton | 1999 JN97              | 12 mai 1999           | LINEAR                               |
| (17144) Laurenchen    | 1999 JW98              | 12 mai 1999           | LINEAR                               |
| (17145) Hollycheng    | 1999 JG99              | 12 mai 1999           | LINEAR                               |
| (17146) 1999 JB102    | 1999 JB102             | 13 mai 1999           | LINEAR                               |
| (17147) Mariafields   | 1999 JF102             | 13 mai 1999           | LINEAR                               |
| (17148) Arifirester   | 1999 JJ105             | 12 mai 1999           | LINEAR                               |
| (17149) Victoriagraf  | 1999 JM105             | 13 mai 1999           | LINEAR                               |
| (17150) 1999 JP109    | 1999 JP109             | 13 mai 1999           | LINEAR                               |
| (17151) Zanderhill    | 1999 JB114             | 13 mai 1999           | LINEAR                               |
| (17152) 1999 JA118    | 1999 JA118             | 13 mai 1999           | LINEAR                               |
| (17153) 1999 JK119    | 1999 JK119             | 13 mai 1999           | LINEAR                               |
| (17154) 1999 JS121    | 1999 JS121             | 13 mai 1999           | LINEAR                               |
| (17155) 1999 KZ1      | 1999 KZ1               | 16 mai 1999           | Spacewatch                           |
| (17156) Kennethseitz  | 1999 KS3               | 19 mai 1999           | Spacewatch                           |
| (17157) 1999 KP6      | 1999 KP6               | 21 mai 1999           | Beijing Schmidt CCD Asteroid Program |
| (17158) 1999 KA8      | 1999 KA8               | 18 mai 1999           | LINEAR                               |
| (17159) 1999 KG15     | 1999 KG15              | 18 mai 1999           | LINEAR                               |
| (17160) Jetly         | 1999 LT10              | 8 juin 1999           | LINEAR                               |
| (17161) 1999 LQ13     | 1999 LQ13              | 9 juin 1999           | LINEAR                               |
| (17162) Nithinkavi    | 1999 LX13              | 9 juin 1999           | LINEAR                               |
| (17163) Vasifedoseev  | 1999 LT19              | 9 juin 1999           | LINEAR                               |
| (17164) 1999 LP24     | 1999 LP24              | 9 juin 1999           | LINEAR                               |
| (17165) 1999 LS27     | 1999 LS27              | 9 juin 1999           | LINEAR                               |
| (17166) Secombe       | 1999 MC                | 17 juin 1999          | J. Broughton                         |
| (17167) Olgarozanova  | 1999 NB                | 4 juillet 1999        | Kleť                                 |
| (17168) 1999 NP3      | 1999 NP3               | 13 juillet 1999       | LINEAR                               |
| (17169) Tatarinov     | 1999 NQ23              | 14 juillet 1999       | LINEAR                               |
| (17170) Vsevustinov   | 1999 NS25              | 14 juillet 1999       | LINEAR                               |
| (17171) 1999 NB38     | 1999 NB38              | 14 juillet 1999       | LINEAR                               |
| (17172) 1999 NZ41     | 1999 NZ41              | 14 juillet 1999       | LINEAR                               |
| (17173) Evgenyamosov  | 1999 RN10              | 7 septembre 1999      | LINEAR                               |
| (17174) Krivitsky     | 1999 RX53              | 7 septembre 1999      | LINEAR                               |
| (17175) 1999 SS3      | 1999 SS3               | 24 septembre 1999     | LINEAR                               |
| (17176) Viktorov      | 1999 SH17              | 30 septembre 1999     | LINEAR                               |
| (17177) 1999 TA41     | 1999 TA41              | 8 octobre 1999        | CSS                                  |
| (17178) Caitlinrita   | 1999 TK218             | 15 octobre 1999       | LINEAR                               |
| (17179) Codina        | 1999 TC224             | 4 octobre 1999        | LONEOS                               |
| (17180) Rupertli      | 1999 TS291             | 10 octobre 1999       | LINEAR                               |
| (17181) 1999 UM3      | 1999 UM3               | 19 octobre 1999       | LINEAR                               |
| (17182) 1999 VU       | 1999 VU                | 1er novembre 1999     | LINEAR                               |
| (17183) 1999 VO2      | 1999 VO2               | 5 novembre 1999       | CSS                                  |
| (17184) Carlrogers    | 1999 VL22              | 13 novembre 1999      | C. W. Juels                          |
| (17185) Mcdavid       | 1999 VU23              | 14 novembre 1999      | C. W. Juels                          |
| (17186) Sergivanov    | 1999 VP28              | 3 novembre 1999       | LINEAR                               |
| (17187) 1999 VM72     | 1999 VM72              | 14 novembre 1999      | Beijing Schmidt CCD Asteroid Program |
| (17188) 1999 WC2      | 1999 WC2               | 17 novembre 1999      | LINEAR                               |
| (17189) 1999 WU3      | 1999 WU3               | 28 novembre 1999      | T. Kobayashi                         |
| (17190) Retopezzoli   | 1999 WY8               | 28 novembre 1999      | S. Sposetti                          |
| (17191) 1999 XS107    | 1999 XS107             | 4 décembre 1999       | CSS                                  |
| (17192) Loharu        | 1999 XL172             | 10 décembre 1999      | LINEAR                               |
| (17193) Alexeybaran   | 1999 XC205             | 12 décembre 1999      | LINEAR                               |
| (17194) 1999 XA221    | 1999 XA221             | 14 décembre 1999      | LINEAR                               |
| (17195) Jimrichardson | 1999 XQ234             | 3 décembre 1999       | LONEOS                               |
| (17196) Mastrodemos   | 1999 XW234             | 3 décembre 1999       | LONEOS                               |
| (17197) Matjazbone    | 2000 AC12              | 3 janvier 2000        | LINEAR                               |
| (17198) Gorjup        | 2000 AA31              | 3 janvier 2000        | LINEAR                               |
| (17199) Jasonliu      | 2000 AT40              | 3 janvier 2000        | LINEAR                               |
| (17200) 2000 AF47     | 2000 AF47              | 4 janvier 2000        | LINEAR                               |

## 17201-17300
| Nom                     | Désignation provisoire | Date de la découverte | Découvreur                                             |
| ----------------------- | ---------------------- | --------------------- | ------------------------------------------------------ |
| (17201) Matjazhumar     | 2000 AJ58              | 4 janvier 2000        | LINEAR                                                 |
| (17202) 2000 AJ64       | 2000 AJ64              | 4 janvier 2000        | LINEAR                                                 |
| (17203) 2000 AM64       | 2000 AM64              | 4 janvier 2000        | LINEAR                                                 |
| (17204) 2000 AR75       | 2000 AR75              | 5 janvier 2000        | LINEAR                                                 |
| (17205) McCreery        | 2000 AM105             | 5 janvier 2000        | LINEAR                                                 |
| (17206) 2000 AJ125      | 2000 AJ125             | 5 janvier 2000        | LINEAR                                                 |
| (17207) 2000 AW126      | 2000 AW126             | 5 janvier 2000        | LINEAR                                                 |
| (17208) Pokrovska       | 2000 AH130             | 5 janvier 2000        | LINEAR                                                 |
| (17209) 2000 AH148      | 2000 AH148             | 5 janvier 2000        | LINEAR                                                 |
| (17210) Nadinemeister   | 2000 AY172             | 7 janvier 2000        | LINEAR                                                 |
| (17211) Brianfisher     | 2000 AY174             | 7 janvier 2000        | LINEAR                                                 |
| (17212) 2000 AV183      | 2000 AV183             | 7 janvier 2000        | LINEAR                                                 |
| (17213) 2000 AF186      | 2000 AF186             | 8 janvier 2000        | LINEAR                                                 |
| (17214) Neervannan      | 2000 AR189             | 8 janvier 2000        | LINEAR                                                 |
| (17215) Slivan          | 2000 AG238             | 6 janvier 2000        | LONEOS                                                 |
| (17216) Scottstuart     | 2000 AK243             | 7 janvier 2000        | LONEOS                                                 |
| (17217) Pollner         | 2000 AR243             | 7 janvier 2000        | LINEAR                                                 |
| (17218) Stgeorge        | 2000 BV16              | 30 janvier 2000       | LINEAR                                                 |
| (17219) Gianninoto      | 2000 CV                | 1er février 2000      | CSS                                                    |
| (17220) Johnpenna       | 2000 CX26              | 2 février 2000        | LINEAR                                                 |
| (17221) 2000 CZ28       | 2000 CZ28              | 2 février 2000        | LINEAR                                                 |
| (17222) Perlmutter      | 2000 CU44              | 2 février 2000        | LINEAR                                                 |
| (17223) 2000 CX56       | 2000 CX56              | 5 février 2000        | LINEAR                                                 |
| (17224) Randoross       | 2000 CP58              | 5 février 2000        | LINEAR                                                 |
| (17225) Alanschorn      | 2000 CS60              | 2 février 2000        | LINEAR                                                 |
| (17226) Anaiahbre       | 2000 CC76              | 8 février 2000        | LINEAR                                                 |
| (17227) 2000 CW80       | 2000 CW80              | 11 février 2000       | F. B. Zoltowski                                        |
| (17228) Adrianeliz      | 2000 CJ94              | 8 février 2000        | LINEAR                                                 |
| (17229) 2000 CR97       | 2000 CR97              | 13 février 2000       | K. Korlević                                            |
| (17230) 2000 CX116      | 2000 CX116             | 3 février 2000        | LINEAR                                                 |
| (17231) Rohanwagh       | 2000 CB122             | 3 février 2000        | LINEAR                                                 |
| (17232) 2000 DE3        | 2000 DE3               | 27 février 2000       | T. Kobayashi                                           |
| (17233) Stanshapiro     | 2000 DU58              | 29 février 2000       | LINEAR                                                 |
| (17234) 2000 EL11       | 2000 EL11              | 4 mars 2000           | LINEAR                                                 |
| (17235) Ellawesson      | 2000 EC29              | 4 mars 2000           | LINEAR                                                 |
| (17236) Westover        | 2000 EK45              | 9 mars 2000           | LINEAR                                                 |
| (17237) 2000 EC50       | 2000 EC50              | 7 mars 2000           | K. Korlević                                            |
| (17238) Brianwu         | 2000 EP56              | 8 mars 2000           | LINEAR                                                 |
| (17239) 2000 EH95       | 2000 EH95              | 9 mars 2000           | LINEAR                                                 |
| (17240) Gletorrence     | 2000 EK95              | 9 mars 2000           | LINEAR                                                 |
| (17241) Wooden          | 2000 EM126             | 11 mars 2000          | LONEOS                                                 |
| (17242) Leslieyoung     | 2000 EX130             | 11 mars 2000          | LONEOS                                                 |
| (17243) 2000 FX35       | 2000 FX35              | 29 mars 2000          | LINEAR                                                 |
| (17244) 2000 FF50       | 2000 FF50              | 28 mars 2000          | Uppsala-DLR Asteroid Survey                            |
| (17245) Yixie           | 2000 GS42              | 5 avril 2000          | LINEAR                                                 |
| (17246) Christophedumas | 2000 GL74              | 5 avril 2000          | LINEAR                                                 |
| (17247) Vanverst        | 2000 GG105             | 7 avril 2000          | LINEAR                                                 |
| (17248) Ellieyang       | 2000 GC107             | 7 avril 2000          | LINEAR                                                 |
| (17249) Eliotyoung      | 2000 GM110             | 2 avril 2000          | LONEOS                                                 |
| (17250) Genelucas       | 2000 GW122             | 11 avril 2000         | C. W. Juels                                            |
| (17251) Vondracek       | 2000 GA127             | 7 avril 2000          | LINEAR                                                 |
| (17252) 2000 GJ127      | 2000 GJ127             | 7 avril 2000          | LINEAR                                                 |
| (17253) VonSecker       | 2000 GW136             | 12 avril 2000         | LINEAR                                                 |
| (17254) 2000 GG137      | 2000 GG137             | 12 avril 2000         | LINEAR                                                 |
| (17255) 2000 GS163      | 2000 GS163             | 11 avril 2000         | Spacewatch                                             |
| (17256) 2000 HZ22       | 2000 HZ22              | 30 avril 2000         | LINEAR                                                 |
| (17257) Strazzulla      | 2000 HM25              | 26 avril 2000         | LONEOS                                                 |
| (17258) Whalen          | 2000 HK90              | 29 avril 2000         | LINEAR                                                 |
| (17259) 2000 JE1        | 2000 JE1               | 2 mai 2000            | LINEAR                                                 |
| (17260) Kušnirák        | 2000 JQ58              | 6 mai 2000            | LINEAR                                                 |
| (17261) 2000 JB62       | 2000 JB62              | 7 mai 2000            | LINEAR                                                 |
| (17262) Winokur         | 2000 JS62              | 9 mai 2000            | LINEAR                                                 |
| (17263) 2000 JL65       | 2000 JL65              | 5 mai 2000            | LINEAR                                                 |
| (17264) 2000 JM66       | 2000 JM66              | 6 mai 2000            | LINEAR                                                 |
| (17265) Debennett       | 2000 JP83              | 6 mai 2000            | LINEAR                                                 |
| (17266) 2000 KT6        | 2000 KT6               | 27 mai 2000           | LINEAR                                                 |
| (17267) 2000 KY48       | 2000 KY48              | 28 mai 2000           | Spacewatch                                             |
| (17268) Yasonik         | 2000 KZ50              | 29 mai 2000           | LINEAR                                                 |
| (17269) Dicksmith       | 2000 LN1               | 3 juin 2000           | J. Broughton                                           |
| (17270) Nolthenius      | 2000 LB2               | 4 juin 2000           | J. Broughton                                           |
| (17271) 2000 LL2        | 2000 LL2               | 4 juin 2000           | LINEAR                                                 |
| (17272) 2000 LU4        | 2000 LU4               | 5 juin 2000           | LINEAR                                                 |
| (17273) Karnik          | 2000 LD13              | 5 juin 2000           | LINEAR                                                 |
| (17274) 2000 LC16       | 2000 LC16              | 7 juin 2000           | LINEAR                                                 |
| (17275) 2000 LX19       | 2000 LX19              | 8 juin 2000           | LINEAR                                                 |
| (17276) 2000 LU22       | 2000 LU22              | 4 juin 2000           | NEAT                                                   |
| (17277) Jarrydlevine    | 2000 LP25              | 7 juin 2000           | LINEAR                                                 |
| (17278) Viggh           | 2000 LK27              | 6 juin 2000           | LONEOS                                                 |
| (17279) Jeniferevans    | 2000 LX27              | 6 juin 2000           | LONEOS                                                 |
| (17280) Shelly          | 2000 LK28              | 6 juin 2000           | LONEOS                                                 |
| (17281) Mattblythe      | 2000 LV28              | 6 juin 2000           | LONEOS                                                 |
| (17282) 2000 LS34       | 2000 LS34              | 3 juin 2000           | Spacewatch                                             |
| (17283) Ustinov         | 2000 MB1               | 24 juin 2000          | J. Broughton                                           |
| (17284) 2000 MJ5        | 2000 MJ5               | 26 juin 2000          | LINEAR                                                 |
| (17285) Bézout          | 2000 NU                | 3 juillet 2000        | P. G. Comba                                            |
| (17286) Bisei           | 2000 NB6               | 8 juillet 2000        | BATTeRS                                                |
| (17287) 2000 NP10       | 2000 NP10              | 7 juillet 2000        | LINEAR                                                 |
| (17288) 2000 NZ10       | 2000 NZ10              | 10 juillet 2000       | P. R. Holvorcem                                        |
| (17289) 2037 P-L        | 2037 P-L               | 24 septembre 1960     | C. J. van Houten, I. van Houten-Groeneveld, T. Gehrels |
| (17290) 2060 P-L        | 2060 P-L               | 24 septembre 1960     | C. J. van Houten, I. van Houten-Groeneveld, T. Gehrels |
| (17291) 2547 P-L        | 2547 P-L               | 24 septembre 1960     | C. J. van Houten, I. van Houten-Groeneveld, T. Gehrels |
| (17292) 2656 P-L        | 2656 P-L               | 24 septembre 1960     | C. J. van Houten, I. van Houten-Groeneveld, T. Gehrels |
| (17293) 2743 P-L        | 2743 P-L               | 24 septembre 1960     | C. J. van Houten, I. van Houten-Groeneveld, T. Gehrels |
| (17294) 2787 P-L        | 2787 P-L               | 26 septembre 1960     | C. J. van Houten, I. van Houten-Groeneveld, T. Gehrels |
| (17295) 2827 P-L        | 2827 P-L               | 24 septembre 1960     | C. J. van Houten, I. van Houten-Groeneveld, T. Gehrels |
| (17296) 3541 P-L        | 3541 P-L               | 17 octobre 1960       | C. J. van Houten, I. van Houten-Groeneveld, T. Gehrels |
| (17297) 3560 P-L        | 3560 P-L               | 22 octobre 1960       | C. J. van Houten, I. van Houten-Groeneveld, T. Gehrels |
| (17298) 4031 P-L        | 4031 P-L               | 24 septembre 1960     | C. J. van Houten, I. van Houten-Groeneveld, T. Gehrels |
| (17299) 4168 P-L        | 4168 P-L               | 24 septembre 1960     | C. J. van Houten, I. van Houten-Groeneveld, T. Gehrels |
| (17300) 4321 P-L        | 4321 P-L               | 24 septembre 1960     | C. J. van Houten, I. van Houten-Groeneveld, T. Gehrels |

## 17301-17400
| Nom                      | Désignation provisoire | Date de la découverte | Découvreur                                             |
| ------------------------ | ---------------------- | --------------------- | ------------------------------------------------------ |
| (17301) 4609 P-L         | 4609 P-L               | 24 septembre 1960     | C. J. van Houten, I. van Houten-Groeneveld, T. Gehrels |
| (17302) 4610 P-L         | 4610 P-L               | 24 septembre 1960     | C. J. van Houten, I. van Houten-Groeneveld, T. Gehrels |
| (17303) 4629 P-L         | 4629 P-L               | 24 septembre 1960     | C. J. van Houten, I. van Houten-Groeneveld, T. Gehrels |
| (17304) 4637 P-L         | 4637 P-L               | 24 septembre 1960     | C. J. van Houten, I. van Houten-Groeneveld, T. Gehrels |
| (17305) Caniff           | 4652 P-L               | 24 septembre 1960     | C. J. van Houten, I. van Houten-Groeneveld, T. Gehrels |
| (17306) 4865 P-L         | 4865 P-L               | 24 septembre 1960     | C. J. van Houten, I. van Houten-Groeneveld, T. Gehrels |
| (17307) 4895 P-L         | 4895 P-L               | 24 septembre 1960     | C. J. van Houten, I. van Houten-Groeneveld, T. Gehrels |
| (17308) 6079 P-L         | 6079 P-L               | 24 septembre 1960     | C. J. van Houten, I. van Houten-Groeneveld, T. Gehrels |
| (17309) 6528 P-L         | 6528 P-L               | 24 septembre 1960     | C. J. van Houten, I. van Houten-Groeneveld, T. Gehrels |
| (17310) 6574 P-L         | 6574 P-L               | 24 septembre 1960     | C. J. van Houten, I. van Houten-Groeneveld, T. Gehrels |
| (17311) 6584 P-L         | 6584 P-L               | 24 septembre 1960     | C. J. van Houten, I. van Houten-Groeneveld, T. Gehrels |
| (17312) 7622 P-L         | 7622 P-L               | 22 octobre 1960       | C. J. van Houten, I. van Houten-Groeneveld, T. Gehrels |
| (17313) 9542 P-L         | 9542 P-L               | 17 octobre 1960       | C. J. van Houten, I. van Houten-Groeneveld, T. Gehrels |
| (17314) Ésaque           | 1024 T-1               | 25 mars 1971          | C. J. van Houten, I. van Houten-Groeneveld, T. Gehrels |
| (17315) 1089 T-1         | 1089 T-1               | 25 mars 1971          | C. J. van Houten, I. van Houten-Groeneveld, T. Gehrels |
| (17316) 1198 T-1         | 1198 T-1               | 25 mars 1971          | C. J. van Houten, I. van Houten-Groeneveld, T. Gehrels |
| (17317) 1208 T-1         | 1208 T-1               | 25 mars 1971          | C. J. van Houten, I. van Houten-Groeneveld, T. Gehrels |
| (17318) 2091 T-1         | 2091 T-1               | 25 mars 1971          | C. J. van Houten, I. van Houten-Groeneveld, T. Gehrels |
| (17319) 3078 T-1         | 3078 T-1               | 26 mars 1971          | C. J. van Houten, I. van Houten-Groeneveld, T. Gehrels |
| (17320) 3182 T-1         | 3182 T-1               | 26 mars 1971          | C. J. van Houten, I. van Houten-Groeneveld, T. Gehrels |
| (17321) 3188 T-1         | 3188 T-1               | 26 mars 1971          | C. J. van Houten, I. van Houten-Groeneveld, T. Gehrels |
| (17322) 3274 T-1         | 3274 T-1               | 26 mars 1971          | C. J. van Houten, I. van Houten-Groeneveld, T. Gehrels |
| (17323) 3284 T-1         | 3284 T-1               | 26 mars 1971          | C. J. van Houten, I. van Houten-Groeneveld, T. Gehrels |
| (17324) 3292 T-1         | 3292 T-1               | 26 mars 1971          | C. J. van Houten, I. van Houten-Groeneveld, T. Gehrels |
| (17325) 3300 T-1         | 3300 T-1               | 26 mars 1971          | C. J. van Houten, I. van Houten-Groeneveld, T. Gehrels |
| (17326) 4023 T-1         | 4023 T-1               | 26 mars 1971          | C. J. van Houten, I. van Houten-Groeneveld, T. Gehrels |
| (17327) 4155 T-1         | 4155 T-1               | 26 mars 1971          | C. J. van Houten, I. van Houten-Groeneveld, T. Gehrels |
| (17328) 1176 T-2         | 1176 T-2               | 29 septembre 1973     | C. J. van Houten, I. van Houten-Groeneveld, T. Gehrels |
| (17329) 1277 T-2         | 1277 T-2               | 29 septembre 1973     | C. J. van Houten, I. van Houten-Groeneveld, T. Gehrels |
| (17330) 1358 T-2         | 1358 T-2               | 29 septembre 1973     | C. J. van Houten, I. van Houten-Groeneveld, T. Gehrels |
| (17331) 2056 T-2         | 2056 T-2               | 29 septembre 1973     | C. J. van Houten, I. van Houten-Groeneveld, T. Gehrels |
| (17332) 2120 T-2         | 2120 T-2               | 29 septembre 1973     | C. J. van Houten, I. van Houten-Groeneveld, T. Gehrels |
| (17333) 2174 T-2         | 2174 T-2               | 29 septembre 1973     | C. J. van Houten, I. van Houten-Groeneveld, T. Gehrels |
| (17334) 2275 T-2         | 2275 T-2               | 29 septembre 1973     | C. J. van Houten, I. van Houten-Groeneveld, T. Gehrels |
| (17335) 2281 T-2         | 2281 T-2               | 29 septembre 1973     | C. J. van Houten, I. van Houten-Groeneveld, T. Gehrels |
| (17336) 3193 T-2         | 3193 T-2               | 30 septembre 1973     | C. J. van Houten, I. van Houten-Groeneveld, T. Gehrels |
| (17337) 3198 T-2         | 3198 T-2               | 30 septembre 1973     | C. J. van Houten, I. van Houten-Groeneveld, T. Gehrels |
| (17338) 3212 T-2         | 3212 T-2               | 30 septembre 1973     | C. J. van Houten, I. van Houten-Groeneveld, T. Gehrels |
| (17339) 4060 T-2         | 4060 T-2               | 29 septembre 1973     | C. J. van Houten, I. van Houten-Groeneveld, T. Gehrels |
| (17340) 4096 T-2         | 4096 T-2               | 29 septembre 1973     | C. J. van Houten, I. van Houten-Groeneveld, T. Gehrels |
| (17341) 4120 T-2         | 4120 T-2               | 29 septembre 1973     | C. J. van Houten, I. van Houten-Groeneveld, T. Gehrels |
| (17342) 5185 T-2         | 5185 T-2               | 25 septembre 1973     | C. J. van Houten, I. van Houten-Groeneveld, T. Gehrels |
| (17343) 1111 T-3         | 1111 T-3               | 17 octobre 1977       | C. J. van Houten, I. van Houten-Groeneveld, T. Gehrels |
| (17344) 1120 T-3         | 1120 T-3               | 17 octobre 1977       | C. J. van Houten, I. van Houten-Groeneveld, T. Gehrels |
| (17345) 2216 T-3         | 2216 T-3               | 16 octobre 1977       | C. J. van Houten, I. van Houten-Groeneveld, T. Gehrels |
| (17346) 2395 T-3         | 2395 T-3               | 16 octobre 1977       | C. J. van Houten, I. van Houten-Groeneveld, T. Gehrels |
| (17347) 3449 T-3         | 3449 T-3               | 16 octobre 1977       | C. J. van Houten, I. van Houten-Groeneveld, T. Gehrels |
| (17348) 4166 T-3         | 4166 T-3               | 16 octobre 1977       | C. J. van Houten, I. van Houten-Groeneveld, T. Gehrels |
| (17349) 4353 T-3         | 4353 T-3               | 16 octobre 1977       | C. J. van Houten, I. van Houten-Groeneveld, T. Gehrels |
| (17350) 1968 OJ          | 1968 OJ                | 18 juillet 1968       | C. Torres, S. Cofré                                    |
| (17351) Phidippe         | 1973 SV                | 19 septembre 1973     | C. J. van Houten, I. van Houten-Groeneveld, T. Gehrels |
| (17352) 1975 SG1         | 1975 SG1               | 30 septembre 1975     | S. J. Bus                                              |
| (17353) 1975 TE          | 1975 TE                | 10 octobre 1975       | H. L. Giclas                                           |
| (17354) Matrosov         | 1977 EU1               | 13 mars 1977          | N. S. Chernykh                                         |
| (17355) 1978 NK          | 1978 NK                | 10 juillet 1978       | E. F. Helin, E. M. Shoemaker                           |
| (17356) Vityazev         | 1978 PG4               | 9 août 1978           | N. S. Chernykh                                         |
| (17357) Lucataliano      | 1978 QH3               | 23 août 1978          | G. DeSanctis, V. Zappalà                               |
| (17358) Lozino-Lozinskij | 1978 SU4               | 27 septembre 1978     | L. I. Chernykh                                         |
| (17359) 1978 UP4         | 1978 UP4               | 27 octobre 1978       | C. M. Olmstead                                         |
| (17360) 1978 UX5         | 1978 UX5               | 27 octobre 1978       | C. M. Olmstead                                         |
| (17361) 1978 UF7         | 1978 UF7               | 27 octobre 1978       | C. M. Olmstead                                         |
| (17362) 1978 UT7         | 1978 UT7               | 27 octobre 1978       | C. M. Olmstead                                         |
| (17363) 1978 VF3         | 1978 VF3               | 7 novembre 1978       | E. F. Helin, S. J. Bus                                 |
| (17364) 1978 VR10        | 1978 VR10              | 7 novembre 1978       | E. F. Helin, S. J. Bus                                 |
| (17365) Thymbrée         | 1978 VF11              | 7 novembre 1978       | E. F. Helin, S. J. Bus                                 |
| (17366) 1979 OV4         | 1979 OV4               | 24 juillet 1979       | S. J. Bus                                              |
| (17367) 1979 OU11        | 1979 OU11              | 26 juillet 1979       | S. J. Bus                                              |
| (17368) Korn             | 1979 QV1               | 22 août 1979          | C.-I. Lagerkvist                                       |
| (17369) Eremeeva         | 1979 QR2               | 22 août 1979          | C.-I. Lagerkvist                                       |
| (17370) 1980 CJ          | 1980 CJ                | 13 février 1980       | Harvard Observatory                                    |
| (17371) 1981 DT          | 1981 DT                | 28 février 1981       | S. J. Bus                                              |
| (17372) 1981 DV          | 1981 DV                | 28 février 1981       | S. J. Bus                                              |
| (17373) 1981 EQ3         | 1981 EQ3               | 2 mars 1981           | S. J. Bus                                              |
| (17374) 1981 EF4         | 1981 EF4               | 2 mars 1981           | S. J. Bus                                              |
| (17375) 1981 EJ4         | 1981 EJ4               | 2 mars 1981           | S. J. Bus                                              |
| (17376) 1981 EQ4         | 1981 EQ4               | 2 mars 1981           | S. J. Bus                                              |
| (17377) 1981 EF5         | 1981 EF5               | 2 mars 1981           | S. J. Bus                                              |
| (17378) 1981 EM5         | 1981 EM5               | 2 mars 1981           | S. J. Bus                                              |
| (17379) 1981 ED8         | 1981 ED8               | 1er mars 1981         | S. J. Bus                                              |
| (17380) 1981 EB10        | 1981 EB10              | 1er mars 1981         | S. J. Bus                                              |
| (17381) 1981 EC11        | 1981 EC11              | 1er mars 1981         | S. J. Bus                                              |
| (17382) 1981 EH11        | 1981 EH11              | 1er mars 1981         | S. J. Bus                                              |
| (17383) 1981 EE12        | 1981 EE12              | 1er mars 1981         | S. J. Bus                                              |
| (17384) 1981 EM12        | 1981 EM12              | 1er mars 1981         | S. J. Bus                                              |
| (17385) 1981 EU13        | 1981 EU13              | 1er mars 1981         | S. J. Bus                                              |
| (17386) 1981 EA23        | 1981 EA23              | 2 mars 1981           | S. J. Bus                                              |
| (17387) 1981 EV23        | 1981 EV23              | 3 mars 1981           | S. J. Bus                                              |
| (17388) 1981 EZ24        | 1981 EZ24              | 2 mars 1981           | S. J. Bus                                              |
| (17389) 1981 EN30        | 1981 EN30              | 2 mars 1981           | S. J. Bus                                              |
| (17390) 1981 EZ37        | 1981 EZ37              | 1er mars 1981         | S. J. Bus                                              |
| (17391) 1981 EK39        | 1981 EK39              | 2 mars 1981           | S. J. Bus                                              |
| (17392) 1981 EY40        | 1981 EY40              | 2 mars 1981           | S. J. Bus                                              |
| (17393) 1981 EA41        | 1981 EA41              | 2 mars 1981           | S. J. Bus                                              |
| (17394) 1981 ER42        | 1981 ER42              | 2 mars 1981           | S. J. Bus                                              |
| (17395) 1981 EA44        | 1981 EA44              | 6 mars 1981           | S. J. Bus                                              |
| (17396) 1981 EK45        | 1981 EK45              | 1er mars 1981         | S. J. Bus                                              |
| (17397) 1981 EF48        | 1981 EF48              | 6 mars 1981           | S. J. Bus                                              |
| (17398) 1982 UR2         | 1982 UR2               | 20 octobre 1982       | G. Aldering (en)                                       |
| (17399) Andysanto        | 1983 RL                | 6 septembre 1983      | C. S. Shoemaker, E. M. Shoemaker                       |
| (17400) 1985 PL1         | 1985 PL1               | 13 août 1985          | Oak Ridge Observatory                                  |

## 17401-17500
| Nom                    | Désignation provisoire | Date de la découverte | Découvreur                       |
| ---------------------- | ---------------------- | --------------------- | -------------------------------- |
| (17401) 1985 RP3       | 1985 RP3               | 7 septembre 1985      | H. Debehogne                     |
| (17402) Valeryshuvalov | 1985 UF                | 20 octobre 1985       | E. Bowell                        |
| (17403) Masciarelli    | 1986 EL5               | 6 mars 1986           | G. DeSanctis                     |
| (17404) 1986 TZ3       | 1986 TZ3               | 4 octobre 1986        | A. Mrkos                         |
| (17405) 1986 VQ2       | 1986 VQ2               | 4 novembre 1986       | CERGA                            |
| (17406) 1987 DO        | 1987 DO                | 25 février 1987       | T. Niijima, T. Urata             |
| (17407) Teige          | 1987 TG                | 14 octobre 1987       | A. Mrkos                         |
| (17408) McAdams        | 1987 UZ1               | 19 octobre 1987       | C. S. Shoemaker, E. M. Shoemaker |
| (17409) 1988 BA4       | 1988 BA4               | 19 janvier 1988       | H. Debehogne                     |
| (17410) Zitarrosa      | 1988 CQ4               | 13 février 1988       | E. W. Elst                       |
| (17411) 1988 DF3       | 1988 DF3               | 22 février 1988       | R. H. McNaught                   |
| (17412) Kroll          | 1988 KV                | 24 mai 1988           | W. Landgraf                      |
| (17413) 1988 RT4       | 1988 RT4               | 1er septembre 1988    | H. Debehogne                     |
| (17414) 1988 RN10      | 1988 RN10              | 14 septembre 1988     | S. J. Bus                        |
| (17415) 1988 RO10      | 1988 RO10              | 14 septembre 1988     | S. J. Bus                        |
| (17416) 1988 RR10      | 1988 RR10              | 14 septembre 1988     | S. J. Bus                        |
| (17417) 1988 RY10      | 1988 RY10              | 14 septembre 1988     | S. J. Bus                        |
| (17418) 1988 RT12      | 1988 RT12              | 14 septembre 1988     | S. J. Bus                        |
| (17419) 1988 RH13      | 1988 RH13              | 14 septembre 1988     | S. J. Bus                        |
| (17420) 1988 RL13      | 1988 RL13              | 14 septembre 1988     | S. J. Bus                        |
| (17421) 1988 SW1       | 1988 SW1               | 16 septembre 1988     | S. J. Bus                        |
| (17422) 1988 SE2       | 1988 SE2               | 16 septembre 1988     | S. J. Bus                        |
| (17423) 1988 SK2       | 1988 SK2               | 16 septembre 1988     | S. J. Bus                        |
| (17424) 1988 SP2       | 1988 SP2               | 16 septembre 1988     | S. J. Bus                        |
| (17425) 1989 AM3       | 1989 AM3               | 4 janvier 1989        | R. H. McNaught                   |
| (17426) 1989 CS1       | 1989 CS1               | 5 février 1989        | Y. Oshima                        |
| (17427) Poe            | 1989 CQ2               | 4 février 1989        | E. W. Elst                       |
| (17428) Charleroi      | 1989 DL                | 28 février 1989       | H. Debehogne                     |
| (17429) Ianhowarth     | 1989 GD1               | 3 avril 1989          | E. W. Elst                       |
| (17430) 1989 KF        | 1989 KF                | 31 mai 1989           | H. E. Holt                       |
| (17431) Sainte-Colombe | 1989 RT                | 3 septembre 1989      | E. W. Elst                       |
| (17432) 1989 SR        | 1989 SR                | 29 septembre 1989     | S. Ueda, H. Kaneda               |
| (17433) 1989 SV2       | 1989 SV2               | 26 septembre 1989     | E. W. Elst                       |
| (17434) 1989 SN3       | 1989 SN3               | 26 septembre 1989     | E. W. Elst                       |
| (17435) di Giovanni    | 1989 SP3               | 26 septembre 1989     | E. W. Elst                       |
| (17436) 1989 SV3       | 1989 SV3               | 26 septembre 1989     | E. W. Elst                       |
| (17437) Stekene        | 1989 SC4               | 26 septembre 1989     | E. W. Elst                       |
| (17438) Quasimodo      | 1989 SQ4               | 26 septembre 1989     | E. W. Elst                       |
| (17439) Juliesan       | 1989 TR3               | 7 octobre 1989        | E. W. Elst                       |
| (17440) 1989 TP14      | 1989 TP14              | 2 octobre 1989        | H. Debehogne                     |
| (17441) 1989 UE        | 1989 UE                | 20 octobre 1989       | Y. Mizuno, T. Furuta             |
| (17442) 1989 UO5       | 1989 UO5               | 30 octobre 1989       | S. J. Bus                        |
| (17443) 1989 UU5       | 1989 UU5               | 30 octobre 1989       | S. J. Bus                        |
| (17444) 1989 VQ1       | 1989 VQ1               | 3 novembre 1989       | E. W. Elst                       |
| (17445) Avatcha        | 1989 YC5               | 28 décembre 1989      | E. W. Elst                       |
| (17446) Mopaku         | 1990 BC2               | 23 janvier 1990       | R. Rajamohan                     |
| (17447) Heindl         | 1990 HE                | 25 avril 1990         | E. F. Helin                      |
| (17448) 1990 HU1       | 1990 HU1               | 27 avril 1990         | R. H. McNaught                   |
| (17449) 1990 OD5       | 1990 OD5               | 27 juillet 1990       | H. E. Holt                       |
| (17450) 1990 QO4       | 1990 QO4               | 23 août 1990          | H. E. Holt                       |
| (17451) 1990 QF8       | 1990 QF8               | 16 août 1990          | E. W. Elst                       |
| (17452) Amurreka       | 1990 QE10              | 16 août 1990          | E. W. Elst                       |
| (17453) 1990 RQ9       | 1990 RQ9               | 14 septembre 1990     | H. E. Holt                       |
| (17454) 1990 SA7       | 1990 SA7               | 22 septembre 1990     | E. W. Elst                       |
| (17455) 1990 SH7       | 1990 SH7               | 22 septembre 1990     | E. W. Elst                       |
| (17456) 1990 SS7       | 1990 SS7               | 22 septembre 1990     | E. W. Elst                       |
| (17457) 1990 SC11      | 1990 SC11              | 16 septembre 1990     | H. E. Holt                       |
| (17458) Dick           | 1990 TP7               | 13 octobre 1990       | L. D. Schmadel, F. Börngen       |
| (17459) Andreashofer   | 1990 TJ8               | 13 octobre 1990       | F. Börngen, L. D. Schmadel       |
| (17460) Mang           | 1990 TC11              | 10 octobre 1990       | L. D. Schmadel, F. Börngen       |
| (17461) Shigosenger    | 1990 UD1               | 20 octobre 1990       | T. Seki                          |
| (17462) Takahisa       | 1990 UP1               | 22 octobre 1990       | K. Endate, K. Watanabe           |
| (17463) 1990 UO5       | 1990 UO5               | 16 octobre 1990       | E. W. Elst                       |
| (17464) 1990 VX1       | 1990 VX1               | 11 novembre 1990      | H. Shiozawa, M. Kizawa           |
| (17465) Inawashiroko   | 1990 VU3               | 11 novembre 1990      | T. Seki                          |
| (17466) Vargasllosa    | 1990 VL4               | 15 novembre 1990      | E. W. Elst                       |
| (17467) 1990 VE6       | 1990 VE6               | 15 novembre 1990      | E. W. Elst                       |
| (17468) 1990 WT6       | 1990 WT6               | 21 novembre 1990      | E. W. Elst                       |
| (17469) 1991 BT        | 1991 BT                | 19 janvier 1991       | A. Sugie                         |
| (17470) Mitsuhashi     | 1991 BX                | 19 janvier 1991       | K. Endate, K. Watanabe           |
| (17471) 1991 EO2       | 1991 EO2               | 11 mars 1991          | H. Debehogne                     |
| (17472) Dinah          | 1991 FY                | 17 mars 1991          | T. Niijima, T. Urata             |
| (17473) Freddiemercury | 1991 FM3               | 21 mars 1991          | H. Debehogne                     |
| (17474) 1991 GK5       | 1991 GK5               | 8 avril 1991          | E. W. Elst                       |
| (17475) 1991 GA7       | 1991 GA7               | 8 avril 1991          | E. W. Elst                       |
| (17476) 1991 GG7       | 1991 GG7               | 8 avril 1991          | E. W. Elst                       |
| (17477) 1991 GN9       | 1991 GN9               | 10 avril 1991         | E. W. Elst                       |
| (17478) 1991 LQ        | 1991 LQ                | 13 juin 1991          | E. F. Helin                      |
| (17479) 1991 PV9       | 1991 PV9               | 13 août 1991          | E. F. Helin                      |
| (17480) 1991 PE10      | 1991 PE10              | 7 août 1991           | H. E. Holt                       |
| (17481) 1991 PE11      | 1991 PE11              | 7 août 1991           | H. E. Holt                       |
| (17482) 1991 PY14      | 1991 PY14              | 6 août 1991           | H. E. Holt                       |
| (17483) 1991 RA        | 1991 RA                | 2 septembre 1991      | K. S. Russell                    |
| (17484) Ganghofer      | 1991 RY4               | 13 septembre 1991     | F. Börngen, L. D. Schmadel       |
| (17485) 1991 RP9       | 1991 RP9               | 5 septembre 1991      | R. H. McNaught                   |
| (17486) Hodler         | 1991 RB41              | 10 septembre 1991     | F. Börngen                       |
| (17487) 1991 SY        | 1991 SY                | 30 septembre 1991     | R. H. McNaught                   |
| (17488) Mantl          | 1991 TQ6               | 2 octobre 1991        | L. D. Schmadel, F. Börngen       |
| (17489) Trenker        | 1991 TS6               | 2 octobre 1991        | F. Börngen, L. D. Schmadel       |
| (17490) 1991 UC3       | 1991 UC3               | 31 octobre 1991       | S. Ueda, H. Kaneda               |
| (17491) 1991 UM3       | 1991 UM3               | 31 octobre 1991       | S. Ueda, H. Kaneda               |
| (17492) Hippase        | 1991 XG1               | 10 décembre 1991      | F. Börngen                       |
| (17493) Wildcat        | 1991 YA                | 31 décembre 1991      | C. S. Shoemaker, D. H. Levy      |
| (17494) Antaviana      | 1992 AM3               | 11 janvier 1992       | O. A. Naranjo                    |
| (17495) 1992 DY        | 1992 DY                | 27 février 1992       | N. Kawasato                      |
| (17496) Augustin       | 1992 DM2               | 29 février 1992       | F. Börngen                       |
| (17497) 1992 DO6       | 1992 DO6               | 29 février 1992       | UESAC                            |
| (17498) 1992 EP4       | 1992 EP4               | 1er mars 1992         | UESAC                            |
| (17499) 1992 EJ5       | 1992 EJ5               | 1er mars 1992         | UESAC                            |
| (17500) 1992 EQ10      | 1992 EQ10              | 6 mars 1992           | UESAC                            |

## 17501-17600
| Nom                    | Désignation provisoire | Date de la découverte | Découvreur                |
| ---------------------- | ---------------------- | --------------------- | ------------------------- |
| (17501) Tetsuro        | 1992 FG                | 23 mars 1992          | K. Endate, K. Watanabe    |
| (17502) Manabeseiji    | 1992 FD1               | 23 mars 1992          | K. Endate, K. Watanabe    |
| (17503) Celestechild   | 1992 FK1               | 26 mars 1992          | R. H. McNaught            |
| (17504) 1992 GB2       | 1992 GB2               | 4 avril 1992          | E. W. Elst                |
| (17505) 1992 GO2       | 1992 GO2               | 4 avril 1992          | E. W. Elst                |
| (17506) Walschap       | 1992 GW4               | 4 avril 1992          | E. W. Elst                |
| (17507) 1992 HH5       | 1992 HH5               | 24 avril 1992         | H. Debehogne              |
| (17508) Takumadan      | 1992 JH                | 3 mai 1992            | T. Seki                   |
| (17509) Ikumadan       | 1992 JR                | 4 mai 1992            | T. Seki                   |
| (17510) 1992 PD6       | 1992 PD6               | 1er août 1992         | H. Debehogne, Á. López-G. |
| (17511) 1992 QN        | 1992 QN                | 29 août 1992          | E. F. Helin, J. Alu       |
| (17512) 1992 RN        | 1992 RN                | 4 septembre 1992      | S. Otomo                  |
| (17513) 1992 UM        | 1992 UM                | 19 octobre 1992       | S. Ueda, H. Kaneda        |
| (17514) 1992 UA1       | 1992 UA1               | 19 octobre 1992       | S. Ueda, H. Kaneda        |
| (17515) 1992 UT1       | 1992 UT1               | 21 octobre 1992       | A. Sugie                  |
| (17516) Kogayukihito   | 1992 UZ6               | 28 octobre 1992       | M. Yanai, K. Watanabe     |
| (17517) 1992 WZ3       | 1992 WZ3               | 21 novembre 1992      | S. Ueda, H. Kaneda        |
| (17518) Reinerouge     | 1992 YD                | 18 décembre 1992      | A. Natori, T. Urata       |
| (17519) Pritsak        | 1992 YE2               | 18 décembre 1992      | E. W. Elst                |
| (17520) Hisayukiyoshio | 1993 BX2               | 23 janvier 1993       | K. Endate, K. Watanabe    |
| (17521) Kiek           | 1993 BR4               | 27 janvier 1993       | E. W. Elst                |
| (17522) 1993 BL7       | 1993 BL7               | 23 janvier 1993       | E. W. Elst                |
| (17523) 1993 FX2       | 1993 FX2               | 23 mars 1993          | Spacewatch                |
| (17524) 1993 FS4       | 1993 FS4               | 17 mars 1993          | UESAC                     |
| (17525) 1993 FH5       | 1993 FH5               | 17 mars 1993          | UESAC                     |
| (17526) 1993 FV5       | 1993 FV5               | 17 mars 1993          | UESAC                     |
| (17527) 1993 FC14      | 1993 FC14              | 17 mars 1993          | UESAC                     |
| (17528) 1993 FX14      | 1993 FX14              | 17 mars 1993          | UESAC                     |
| (17529) 1993 FJ23      | 1993 FJ23              | 21 mars 1993          | UESAC                     |
| (17530) 1993 FZ23      | 1993 FZ23              | 21 mars 1993          | UESAC                     |
| (17531) 1993 FU25      | 1993 FU25              | 21 mars 1993          | UESAC                     |
| (17532) 1993 FD34      | 1993 FD34              | 19 mars 1993          | UESAC                     |
| (17533) 1993 FR36      | 1993 FR36              | 19 mars 1993          | UESAC                     |
| (17534) 1993 FB40      | 1993 FB40              | 19 mars 1993          | UESAC                     |
| (17535) 1993 FF40      | 1993 FF40              | 19 mars 1993          | UESAC                     |
| (17536) 1993 FM40      | 1993 FM40              | 19 mars 1993          | UESAC                     |
| (17537) 1993 FN40      | 1993 FN40              | 19 mars 1993          | UESAC                     |
| (17538) 1993 FZ44      | 1993 FZ44              | 19 mars 1993          | UESAC                     |
| (17539) 1993 FR46      | 1993 FR46              | 19 mars 1993          | UESAC                     |
| (17540) 1993 FX81      | 1993 FX81              | 18 mars 1993          | UESAC                     |
| (17541) 1993 OL5       | 1993 OL5               | 20 juillet 1993       | E. W. Elst                |
| (17542) 1993 OW6       | 1993 OW6               | 20 juillet 1993       | E. W. Elst                |
| (17543) Sosva          | 1993 PA3               | 14 août 1993          | E. W. Elst                |
| (17544) Kojiroishikawa | 1993 RF2               | 15 septembre 1993     | K. Endate, K. Watanabe    |
| (17545) 1993 RZ3       | 1993 RZ3               | 15 septembre 1993     | E. W. Elst                |
| (17546) Osadakentaro   | 1993 SB2               | 19 septembre 1993     | K. Endate, K. Watanabe    |
| (17547) Nestebovelli   | 1993 SN2               | 21 septembre 1993     | A. Vagnozzi               |
| (17548) 1993 SX6       | 1993 SX6               | 17 septembre 1993     | E. W. Elst                |
| (17549) 1993 TW12      | 1993 TW12              | 13 octobre 1993       | H. E. Holt                |
| (17550) 1993 TO18      | 1993 TO18              | 9 octobre 1993        | E. W. Elst                |
| (17551) 1993 TZ31      | 1993 TZ31              | 9 octobre 1993        | E. W. Elst                |
| (17552) 1993 TZ36      | 1993 TZ36              | 9 octobre 1993        | E. W. Elst                |
| (17553) 1993 UQ5       | 1993 UQ5               | 20 octobre 1993       | E. W. Elst                |
| (17554) 1993 VY        | 1993 VY                | 9 novembre 1993       | E. F. Helin               |
| (17555) Kenkennedy     | 1993 VC5               | 4 novembre 1993       | R. H. McNaught            |
| (17556) Pierofrancesca | 1993 WB                | 16 novembre 1993      | V. S. Casulli             |
| (17557) 1994 AX        | 1994 AX                | 4 janvier 1994        | T. Kobayashi              |
| (17558) 1994 AA1       | 1994 AA1               | 4 janvier 1994        | Y. Kushida, O. Muramatsu  |
| (17559) 1994 AR1       | 1994 AR1               | 8 janvier 1994        | A. Sugie                  |
| (17560) 1994 AD3       | 1994 AD3               | 14 janvier 1994       | C. Gualdoni, A. Testa     |
| (17561) 1994 AE11      | 1994 AE11              | 8 janvier 1994        | Spacewatch                |
| (17562) 1994 BG4       | 1994 BG4               | 16 janvier 1994       | E. W. Elst, C. Pollas     |
| (17563) Tsuneyoshi     | 1994 CC1               | 5 février 1994        | Y. Kushida, O. Muramatsu  |
| (17564) 1994 CQ1       | 1994 CQ1               | 7 février 1994        | T. Kobayashi              |
| (17565) 1994 CG2       | 1994 CG2               | 12 février 1994       | T. Kobayashi              |
| (17566) 1994 CE11      | 1994 CE11              | 7 février 1994        | E. W. Elst                |
| (17567) Hoshinoyakata  | 1994 GP                | 5 avril 1994          | K. Endate, K. Watanabe    |
| (17568) 1994 GT8       | 1994 GT8               | 11 avril 1994         | E. F. Helin               |
| (17569) 1994 LB8       | 1994 LB8               | 8 juin 1994           | H. Debehogne, E. W. Elst  |
| (17570) 1994 NQ        | 1994 NQ                | 6 juillet 1994        | E. F. Helin               |
| (17571) 1994 PV        | 1994 PV                | 14 août 1994          | T. Kobayashi              |
| (17572) 1994 PX11      | 1994 PX11              | 10 août 1994          | E. W. Elst                |
| (17573) 1994 PJ13      | 1994 PJ13              | 10 août 1994          | E. W. Elst                |
| (17574) 1994 PT13      | 1994 PT13              | 10 août 1994          | E. W. Elst                |
| (17575) 1994 PQ14      | 1994 PQ14              | 10 août 1994          | E. W. Elst                |
| (17576) 1994 PL25      | 1994 PL25              | 12 août 1994          | E. W. Elst                |
| (17577) 1994 PD38      | 1994 PD38              | 10 août 1994          | E. W. Elst                |
| (17578) 1994 QQ        | 1994 QQ                | 16 août 1994          | T. Kobayashi              |
| (17579) Lewkopelew     | 1994 TQ16              | 5 octobre 1994        | F. Börngen                |
| (17580) 1994 VV        | 1994 VV                | 3 novembre 1994       | T. Kobayashi              |
| (17581) 1994 VE1       | 1994 VE1               | 4 novembre 1994       | T. Kobayashi              |
| (17582) 1994 WL        | 1994 WL                | 25 novembre 1994      | T. Kobayashi              |
| (17583) 1994 WV2       | 1994 WV2               | 30 novembre 1994      | T. Kobayashi              |
| (17584) 1994 XF1       | 1994 XF1               | 6 décembre 1994       | T. Kobayashi              |
| (17585) 1994 YC4       | 1994 YC4               | 31 décembre 1994      | Spacewatch                |
| (17586) 1995 AT2       | 1995 AT2               | 10 janvier 1995       | T. Kobayashi              |
| (17587) 1995 BD        | 1995 BD                | 20 janvier 1995       | T. Kobayashi              |
| (17588) 1995 BH2       | 1995 BH2               | 30 janvier 1995       | T. Kobayashi              |
| (17589) 1995 BR10      | 1995 BR10              | 29 janvier 1995       | Spacewatch                |
| (17590) 1995 CG        | 1995 CG                | 1er février 1995      | T. Kobayashi              |
| (17591) 1995 DG        | 1995 DG                | 20 février 1995       | T. Kobayashi              |
| (17592) 1995 DR        | 1995 DR                | 22 février 1995       | T. Kobayashi              |
| (17593) 1995 DV        | 1995 DV                | 20 février 1995       | T. Kobayashi              |
| (17594) 1995 DX5       | 1995 DX5               | 23 février 1995       | Spacewatch                |
| (17595) 1995 EO        | 1995 EO                | 1er mars 1995         | Kleť                      |
| (17596) 1995 EP1       | 1995 EP1               | 11 mars 1995          | T. Kobayashi              |
| (17597) Stefanzweig    | 1995 EK8               | 4 mars 1995           | F. Börngen                |
| (17598) 1995 KE2       | 1995 KE2               | 23 mai 1995           | S. Otomo                  |
| (17599) 1995 ON4       | 1995 ON4               | 22 juillet 1995       | Spacewatch                |
| (17600) Dobřichovice   | 1995 SO                | 18 septembre 1995     | L. Šarounová              |

## 17601-17700
| Nom                    | Désignation provisoire | Date de la découverte | Découvreur                           |
| ---------------------- | ---------------------- | --------------------- | ------------------------------------ |
| (17601) Sheldonschafer | 1995 SS                | 19 septembre 1995     | T. B. Spahr                          |
| (17602) Dr. G.         | 1995 SO1               | 19 septembre 1995     | T. B. Spahr                          |
| (17603) Qoyllurwasi    | 1995 SG5               | 20 septembre 1995     | K. Endate, K. Watanabe               |
| (17604) 1995 SO26      | 1995 SO26              | 19 septembre 1995     | Spacewatch                           |
| (17605) 1995 SR26      | 1995 SR26              | 19 septembre 1995     | Spacewatch                           |
| (17606) Wumengchao     | 1995 ST53              | 28 septembre 1995     | Beijing Schmidt CCD Asteroid Program |
| (17607) Táborsko       | 1995 TC                | 2 octobre 1995        | M. Tichý, Z. Moravec                 |
| (17608) Terezín        | 1995 TN                | 12 octobre 1995       | M. Tichý                             |
| (17609) 1995 UR        | 1995 UR                | 18 octobre 1995       | T. B. Spahr                          |
| (17610) Riggsbee       | 1995 UJ1               | 23 octobre 1995       | D. di Cicco                          |
| (17611) Jožkakubík     | 1995 UP2               | 24 octobre 1995       | Kleť                                 |
| (17612) Cavalierblanc  | 1995 UW6               | 20 octobre 1995       | N. Sato, T. Urata                    |
| (17613) 1995 UP7       | 1995 UP7               | 27 octobre 1995       | S. Ueda, H. Kaneda                   |
| (17614) 1995 UT7       | 1995 UT7               | 27 octobre 1995       | P. Sicoli, P. Chiavenna              |
| (17615) Takeomasaru    | 1995 UZ8               | 30 octobre 1995       | K. Endate, K. Watanabe               |
| (17616) 1995 UE15      | 1995 UE15              | 17 octobre 1995       | Spacewatch                           |
| (17617) Takimotoikuo   | 1995 UD45              | 28 octobre 1995       | K. Endate, K. Watanabe               |
| (17618) 1995 VO        | 1995 VO                | 4 novembre 1995       | T. Kobayashi                         |
| (17619) 1995 VT        | 1995 VT                | 1er novembre 1995     | S. Otomo                             |
| (17620) 1995 WY        | 1995 WY                | 18 novembre 1995      | T. Kobayashi                         |
| (17621) 1995 WD1       | 1995 WD1               | 16 novembre 1995      | S. Ueda, H. Kaneda                   |
| (17622) 1995 WW2       | 1995 WW2               | 20 novembre 1995      | T. Kobayashi                         |
| (17623) 1995 WO42      | 1995 WO42              | 30 novembre 1995      | Beijing Schmidt CCD Asteroid Program |
| (17624) 1996 AT        | 1996 AT                | 10 janvier 1996       | T. Kobayashi                         |
| (17625) Joseflada      | 1996 AY1               | 14 janvier 1996       | P. Pravec, L. Šarounová              |
| (17626) 1996 AG2       | 1996 AG2               | 12 janvier 1996       | S. Ueda, H. Kaneda                   |
| (17627) Humptydumpty   | 1996 BM3               | 27 janvier 1996       | T. Urata                             |
| (17628) 1996 FB5       | 1996 FB5               | 21 mars 1996          | LINEAR                               |
| (17629) Koichisuzuki   | 1996 HN1               | 21 avril 1996         | T. Okuni                             |
| (17630) 1996 HM21      | 1996 HM21              | 18 avril 1996         | E. W. Elst                           |
| (17631) 1996 HV21      | 1996 HV21              | 21 avril 1996         | NEAT                                 |
| (17632) 1996 HW21      | 1996 HW21              | 21 avril 1996         | NEAT                                 |
| (17633) 1996 JU        | 1996 JU                | 11 mai 1996           | T. B. Spahr                          |
| (17634) 1996 NM3       | 1996 NM3               | 14 juillet 1996       | E. W. Elst                           |
| (17635) 1996 OC1       | 1996 OC1               | 20 juillet 1996       | Beijing Schmidt CCD Asteroid Program |
| (17636) 1996 PQ        | 1996 PQ                | 9 août 1996           | NEAT                                 |
| (17637) Blaschke       | 1996 PA1               | 11 août 1996          | P. G. Comba                          |
| (17638) Sualan         | 1996 PB1               | 11 août 1996          | G. R. Viscome                        |
| (17639) 1996 PA4       | 1996 PA4               | 9 août 1996           | NEAT                                 |
| (17640) Mount Stromlo  | 1996 PA7               | 15 août 1996          | R. H. McNaught, J. B. Child          |
| (17641) 1996 SW7       | 1996 SW7               | 18 septembre 1996     | Beijing Schmidt CCD Asteroid Program |
| (17642) 1996 TY4       | 1996 TY4               | 6 octobre 1996        | G. R. Viscome                        |
| (17643) 1996 TJ5       | 1996 TJ5               | 9 octobre 1996        | NEAT                                 |
| (17644) 1996 TW8       | 1996 TW8               | 10 octobre 1996       | T. B. Spahr                          |
| (17645) Inarimori      | 1996 TR14              | 9 octobre 1996        | T. Okuni                             |
| (17646) 1996 TM36      | 1996 TM36              | 12 octobre 1996       | Spacewatch                           |
| (17647) 1996 TR41      | 1996 TR41              | 8 octobre 1996        | E. W. Elst                           |
| (17648) 1996 UU        | 1996 UU                | 16 octobre 1996       | Y. Shimizu, T. Urata                 |
| (17649) Brunorossi     | 1996 UP1               | 17 octobre 1996       | V. S. Casulli                        |
| (17650) 1996 UH5       | 1996 UH5               | 29 octobre 1996       | Beijing Schmidt CCD Asteroid Program |
| (17651) Tajimi         | 1996 VM1               | 3 novembre 1996       | Y. Mizuno, T. Furuta                 |
| (17652) Nepoti         | 1996 VQ1               | 3 novembre 1996       | V. Goretti                           |
| (17653) Bochner        | 1996 VM2               | 10 novembre 1996      | P. G. Comba                          |
| (17654) 1996 VK3       | 1996 VK3               | 6 novembre 1996       | T. Kobayashi                         |
| (17655) 1996 VL3       | 1996 VL3               | 6 novembre 1996       | T. Kobayashi                         |
| (17656) Hayabusa       | 1996 VL4               | 6 novembre 1996       | N. Sato                              |
| (17657) Himawari       | 1996 VO4               | 6 novembre 1996       | N. Sato                              |
| (17658) 1996 VS4       | 1996 VS4               | 13 novembre 1996      | T. Kobayashi                         |
| (17659) 1996 VX5       | 1996 VX5               | 15 novembre 1996      | T. Kobayashi                         |
| (17660) 1996 VP6       | 1996 VP6               | 7 novembre 1996       | S. P. Laurie                         |
| (17661) 1996 VW7       | 1996 VW7               | 3 novembre 1996       | S. Ueda, H. Kaneda                   |
| (17662) 1996 VG30      | 1996 VG30              | 7 novembre 1996       | S. Ueda, H. Kaneda                   |
| (17663) 1996 VK30      | 1996 VK30              | 7 novembre 1996       | S. Ueda, H. Kaneda                   |
| (17664) 1996 VP30      | 1996 VP30              | 7 novembre 1996       | S. Ueda, H. Kaneda                   |
| (17665) 1996 WD        | 1996 WD                | 16 novembre 1996      | T. Kobayashi                         |
| (17666) 1996 XR        | 1996 XR                | 1er décembre 1996     | N. Sato                              |
| (17667) 1996 XT5       | 1996 XT5               | 7 décembre 1996       | T. Kobayashi                         |
| (17668) 1996 XW5       | 1996 XW5               | 7 décembre 1996       | T. Kobayashi                         |
| (17669) 1996 XF6       | 1996 XF6               | 7 décembre 1996       | T. Kobayashi                         |
| (17670) Liddell        | 1996 XQ19              | 8 décembre 1996       | T. Urata                             |
| (17671) 1996 XS19      | 1996 XS19              | 11 décembre 1996      | T. Kobayashi                         |
| (17672) 1996 XS25      | 1996 XS25              | 11 décembre 1996      | Saji                                 |
| (17673) Houkidaisen    | 1996 XL32              | 15 décembre 1996      | Saji                                 |
| (17674) 1996 YG        | 1996 YG                | 20 décembre 1996      | T. Kobayashi                         |
| (17675) 1996 YU        | 1996 YU                | 20 décembre 1996      | T. Kobayashi                         |
| (17676) 1997 AG1       | 1997 AG1               | 2 janvier 1997        | T. Kobayashi                         |
| (17677) 1997 AW2       | 1997 AW2               | 4 janvier 1997        | T. Kobayashi                         |
| (17678) 1997 AG3       | 1997 AG3               | 3 janvier 1997        | Spacewatch                           |
| (17679) 1997 AK4       | 1997 AK4               | 6 janvier 1997        | T. Kobayashi                         |
| (17680) 1997 AW5       | 1997 AW5               | 1er janvier 1997      | Beijing Schmidt CCD Asteroid Program |
| (17681) Tweedledum     | 1997 AQ6               | 6 janvier 1997        | T. Urata                             |
| (17682) 1997 AR12      | 1997 AR12              | 10 janvier 1997       | T. Kobayashi                         |
| (17683) Kanagawa       | 1997 AR16              | 10 janvier 1997       | A. Asami                             |
| (17684) 1997 AS16      | 1997 AS16              | 14 janvier 1997       | T. Kobayashi                         |
| (17685) 1997 AJ19      | 1997 AJ19              | 13 janvier 1997       | T. Okuni                             |
| (17686) 1997 BC2       | 1997 BC2               | 29 janvier 1997       | T. Kobayashi                         |
| (17687) 1997 BN2       | 1997 BN2               | 30 janvier 1997       | T. Kobayashi                         |
| (17688) 1997 BM3       | 1997 BM3               | 31 janvier 1997       | T. Kobayashi                         |
| (17689) 1997 CS        | 1997 CS                | 1er février 1997      | T. Kobayashi                         |
| (17690) 1997 CY2       | 1997 CY2               | 3 février 1997        | T. Kobayashi                         |
| (17691) 1997 CF17      | 1997 CF17              | 1er février 1997      | Spacewatch                           |
| (17692) 1997 CX27      | 1997 CX27              | 6 février 1997        | Beijing Schmidt CCD Asteroid Program |
| (17693) Wangdaheng     | 1997 CP28              | 15 février 1997       | Beijing Schmidt CCD Asteroid Program |
| (17694) Jiránek        | 1997 ET1               | 4 mars 1997           | M. Tichý, Z. Moravec                 |
| (17695) 1997 EE7       | 1997 EE7               | 3 mars 1997           | Spacewatch                           |
| (17696) Bombelli       | 1997 EH8               | 8 mars 1997           | P. G. Comba                          |
| (17697) Evanchen       | 1997 EQ41              | 10 mars 1997          | LINEAR                               |
| (17698) Racheldavis    | 1997 EW42              | 10 mars 1997          | LINEAR                               |
| (17699) 1997 GX7       | 1997 GX7               | 2 avril 1997          | LINEAR                               |
| (17700) Oleksiygolubov | 1997 GM40              | 7 avril 1997          | E. W. Elst                           |

## 17701-17800
| Nom                   | Désignation provisoire | Date de la découverte | Découvreur                           |
| --------------------- | ---------------------- | --------------------- | ------------------------------------ |
| (17701) 1997 GU41     | 1997 GU41              | 9 avril 1997          | E. W. Elst                           |
| (17702) Kryštofharant | 1997 JD                | 1er mai 1997          | P. Pravec                            |
| (17703) Bombieri      | 1997 RS5               | 9 septembre 1997      | P. G. Comba                          |
| (17704) 1997 UM5      | 1997 UM5               | 21 octobre 1997       | Spacewatch                           |
| (17705) 1997 UM24     | 1997 UM24              | 28 octobre 1997       | Beijing Schmidt CCD Asteroid Program |
| (17706) 1997 VA6      | 1997 VA6               | 9 novembre 1997       | T. Kobayashi                         |
| (17707) 1997 VM7      | 1997 VM7               | 2 novembre 1997       | Beijing Schmidt CCD Asteroid Program |
| (17708) 1997 WB       | 1997 WB                | 18 novembre 1997      | F. B. Zoltowski                      |
| (17709) 1997 WV1      | 1997 WV1               | 19 novembre 1997      | T. Kobayashi                         |
| (17710) 1997 WT2      | 1997 WT2               | 23 novembre 1997      | T. Kobayashi                         |
| (17711) 1997 WA7      | 1997 WA7               | 23 novembre 1997      | Spacewatch                           |
| (17712) Pèrewilliam   | 1997 WK7               | 19 novembre 1997      | Y. Shimizu, T. Urata                 |
| (17713) 1997 WJ20     | 1997 WJ20              | 25 novembre 1997      | Spacewatch                           |
| (17714) 1997 WR38     | 1997 WR38              | 29 novembre 1997      | LINEAR                               |
| (17715) 1997 WZ39     | 1997 WZ39              | 29 novembre 1997      | LINEAR                               |
| (17716) 1997 WW43     | 1997 WW43              | 29 novembre 1997      | LINEAR                               |
| (17717) 1997 XL       | 1997 XL                | 3 décembre 1997       | T. Kobayashi                         |
| (17718) 1997 XZ       | 1997 XZ                | 3 décembre 1997       | T. Kobayashi                         |
| (17719) 1997 XV1      | 1997 XV1               | 2 décembre 1997       | Y. Shimizu, T. Urata                 |
| (17720) Manuboccuni   | 1997 XH10              | 7 décembre 1997       | U. Munari, M. Tombelli               |
| (17721) 1997 XT10     | 1997 XT10              | 10 décembre 1997      | Beijing Schmidt CCD Asteroid Program |
| (17722) 1997 YT1      | 1997 YT1               | 21 décembre 1997      | Beijing Schmidt CCD Asteroid Program |
| (17723) 1997 YA4      | 1997 YA4               | 22 décembre 1997      | Beijing Schmidt CCD Asteroid Program |
| (17724) 1997 YZ5      | 1997 YZ5               | 25 décembre 1997      | T. Kobayashi                         |
| (17725) 1997 YQ7      | 1997 YQ7               | 27 décembre 1997      | T. Kobayashi                         |
| (17726) 1997 YS10     | 1997 YS10              | 22 décembre 1997      | Beijing Schmidt CCD Asteroid Program |
| (17727) 1997 YU11     | 1997 YU11              | 30 décembre 1997      | T. Kobayashi                         |
| (17728) 1997 YM12     | 1997 YM12              | 21 décembre 1997      | Spacewatch                           |
| (17729) 1997 YW14     | 1997 YW14              | 28 décembre 1997      | Spacewatch                           |
| (17730) 1998 AS4      | 1998 AS4               | 6 janvier 1998        | Spacewatch                           |
| (17731) 1998 AD10     | 1998 AD10              | 15 janvier 1998       | ODAS                                 |
| (17732) 1998 AQ10     | 1998 AQ10              | 1er janvier 1998      | Spacewatch                           |
| (17733) 1998 BS1      | 1998 BS1               | 19 janvier 1998       | T. Kobayashi                         |
| (17734) Boole         | 1998 BW3               | 22 janvier 1998       | P. G. Comba                          |
| (17735) 1998 BG7      | 1998 BG7               | 24 janvier 1998       | NEAT                                 |
| (17736) Zhifeiyu      | 1998 BA12              | 23 janvier 1998       | LINEAR                               |
| (17737) Sigmundjähn   | 1998 BF14              | 27 janvier 1998       | J. Kandler                           |
| (17738) 1998 BS15     | 1998 BS15              | 24 janvier 1998       | NEAT                                 |
| (17739) 1998 BY15     | 1998 BY15              | 25 janvier 1998       | NEAT                                 |
| (17740) 1998 BC19     | 1998 BC19              | 27 janvier 1998       | A. Testa, P. Ghezzi                  |
| (17741) 1998 BS23     | 1998 BS23              | 26 janvier 1998       | Spacewatch                           |
| (17742) 1998 BP25     | 1998 BP25              | 28 janvier 1998       | T. Kobayashi                         |
| (17743) 1998 BA31     | 1998 BA31              | 26 janvier 1998       | Spacewatch                           |
| (17744) Jodiefoster   | 1998 BZ31              | 18 janvier 1998       | ODAS                                 |
| (17745) 1998 BG34     | 1998 BG34              | 22 janvier 1998       | Spacewatch                           |
| (17746) Haigha        | 1998 BU41              | 30 janvier 1998       | T. Kagawa, T. Urata                  |
| (17747) 1998 BJ42     | 1998 BJ42              | 26 janvier 1998       | Beijing Schmidt CCD Asteroid Program |
| (17748) Uedashoji     | 1998 CL                | 1er février 1998      | Saji                                 |
| (17749) Dulbecco      | 1998 DW1               | 19 février 1998       | Farra d'Isonzo                       |
| (17750) 1998 DZ1      | 1998 DZ1               | 18 février 1998       | F. B. Zoltowski                      |
| (17751) 1998 DN3      | 1998 DN3               | 22 février 1998       | NEAT                                 |
| (17752) 1998 DM4      | 1998 DM4               | 22 février 1998       | NEAT                                 |
| (17753) 1998 DZ5      | 1998 DZ5               | 22 février 1998       | NEAT                                 |
| (17754) 1998 DN8      | 1998 DN8               | 21 février 1998       | Beijing Schmidt CCD Asteroid Program |
| (17755) 1998 DU11     | 1998 DU11              | 24 février 1998       | NEAT                                 |
| (17756) 1998 DM13     | 1998 DM13              | 25 février 1998       | NEAT                                 |
| (17757) 1998 DG15     | 1998 DG15              | 22 février 1998       | NEAT                                 |
| (17758) 1998 DC18     | 1998 DC18              | 23 février 1998       | Spacewatch                           |
| (17759) Hatta         | 1998 DA24              | 17 février 1998       | Y. Shimizu, T. Urata                 |
| (17760) 1998 DU33     | 1998 DU33              | 27 février 1998       | E. W. Elst                           |
| (17761) 1998 DV34     | 1998 DV34              | 27 février 1998       | E. W. Elst                           |
| (17762) 1998 DY34     | 1998 DY34              | 27 février 1998       | E. W. Elst                           |
| (17763) 1998 EG       | 1998 EG                | 1er mars 1998         | ODAS                                 |
| (17764) Schatzman     | 1998 ES1               | 2 mars 1998           | ODAS                                 |
| (17765) 1998 EZ2      | 1998 EZ2               | 1er mars 1998         | Beijing Schmidt CCD Asteroid Program |
| (17766) 1998 ES3      | 1998 ES3               | 2 mars 1998           | T. Kobayashi                         |
| (17767) 1998 EJ6      | 1998 EJ6               | 1er mars 1998         | ODAS                                 |
| (17768) Lystigré      | 1998 EO8               | 3 mars 1998           | T. Urata                             |
| (17769) 1998 EM9      | 1998 EM9               | 15 mars 1998          | T. Kobayashi                         |
| (17770) Baumé         | 1998 EU11              | 1er mars 1998         | E. W. Elst                           |
| (17771) Elsheimer     | 1998 EA13              | 1er mars 1998         | E. W. Elst                           |
| (17772) 1998 EP13     | 1998 EP13              | 1er mars 1998         | E. W. Elst                           |
| (17773) 1998 EX13     | 1998 EX13              | 1er mars 1998         | E. W. Elst                           |
| (17774) 1998 ER14     | 1998 ER14              | 1er mars 1998         | E. W. Elst                           |
| (17775) 1998 FH       | 1998 FH                | 18 mars 1998          | F. B. Zoltowski                      |
| (17776) Troska        | 1998 FF3               | 22 mars 1998          | P. Pravec                            |
| (17777) Ornicar       | 1998 FV9               | 24 mars 1998          | ODAS                                 |
| (17778) 1998 FT11     | 1998 FT11              | 24 mars 1998          | NEAT                                 |
| (17779) Migomueller   | 1998 FK12              | 26 mars 1998          | ODAS                                 |
| (17780) 1998 FY13     | 1998 FY13              | 24 mars 1998          | NEAT                                 |
| (17781) Kepping       | 1998 FH23              | 20 mars 1998          | LINEAR                               |
| (17782) Paulbailey    | 1998 FD26              | 20 mars 1998          | LINEAR                               |
| (17783) Scottbrunner  | 1998 FO29              | 20 mars 1998          | LINEAR                               |
| (17784) Banerjee      | 1998 FF30              | 20 mars 1998          | LINEAR                               |
| (17785) Wesleyfuller  | 1998 FX35              | 20 mars 1998          | LINEAR                               |
| (17786) 1998 FL36     | 1998 FL36              | 20 mars 1998          | LINEAR                               |
| (17787) 1998 FT39     | 1998 FT39              | 20 mars 1998          | LINEAR                               |
| (17788) 1998 FT41     | 1998 FT41              | 20 mars 1998          | LINEAR                               |
| (17789) Carolcarty    | 1998 FJ49              | 20 mars 1998          | LINEAR                               |
| (17790) 1998 FN49     | 1998 FN49              | 20 mars 1998          | LINEAR                               |
| (17791) 1998 FN54     | 1998 FN54              | 20 mars 1998          | LINEAR                               |
| (17792) Kathconnelly  | 1998 FR56              | 20 mars 1998          | LINEAR                               |
| (17793) Delorio       | 1998 FO58              | 20 mars 1998          | LINEAR                               |
| (17794) Kowalinski    | 1998 FC60              | 20 mars 1998          | LINEAR                               |
| (17795) Elysiasegal   | 1998 FJ61              | 20 mars 1998          | LINEAR                               |
| (17796) 1998 FM62     | 1998 FM62              | 20 mars 1998          | LINEAR                               |
| (17797) Philfrankel   | 1998 FO62              | 20 mars 1998          | LINEAR                               |
| (17798) 1998 FC63     | 1998 FC63              | 20 mars 1998          | LINEAR                               |
| (17799) Petewilliams  | 1998 FC64              | 20 mars 1998          | LINEAR                               |
| (17800) 1998 FG66     | 1998 FG66              | 20 mars 1998          | LINEAR                               |

## 17801-17900
| Nom                     | Désignation provisoire | Date de la découverte | Découvreur              |
| ----------------------- | ---------------------- | --------------------- | ----------------------- |
| (17801) Zelkowitz       | 1998 FH69              | 20 mars 1998          | LINEAR                  |
| (17802) 1998 FA71       | 1998 FA71              | 20 mars 1998          | LINEAR                  |
| (17803) Barish          | 1998 FD71              | 20 mars 1998          | LINEAR                  |
| (17804) 1998 FH71       | 1998 FH71              | 20 mars 1998          | LINEAR                  |
| (17805) Švestka         | 1998 FV72              | 30 mars 1998          | M. Tichý, Z. Moravec    |
| (17806) Adolfborn       | 1998 FO73              | 31 mars 1998          | P. Pravec               |
| (17807) Ericpearce      | 1998 FT74              | 19 mars 1998          | LONEOS                  |
| (17808) 1998 FV74       | 1998 FV74              | 24 mars 1998          | LINEAR                  |
| (17809) 1998 FR78       | 1998 FR78              | 24 mars 1998          | LINEAR                  |
| (17810) Brittholden     | 1998 FM100             | 31 mars 1998          | LINEAR                  |
| (17811) 1998 FH105      | 1998 FH105             | 31 mars 1998          | LINEAR                  |
| (17812) 1998 FH109      | 1998 FH109             | 31 mars 1998          | LINEAR                  |
| (17813) Alisonhuenger   | 1998 FL109             | 31 mars 1998          | LINEAR                  |
| (17814) 1998 FH113      | 1998 FH113             | 31 mars 1998          | LINEAR                  |
| (17815) Kulawik         | 1998 FM113             | 31 mars 1998          | LINEAR                  |
| (17816) 1998 FY113      | 1998 FY113             | 31 mars 1998          | LINEAR                  |
| (17817) 1998 FU116      | 1998 FU116             | 31 mars 1998          | LINEAR                  |
| (17818) 1998 FE118      | 1998 FE118             | 31 mars 1998          | LINEAR                  |
| (17819) 1998 FK118      | 1998 FK118             | 31 mars 1998          | LINEAR                  |
| (17820) 1998 FZ125      | 1998 FZ125             | 31 mars 1998          | LINEAR                  |
| (17821) Bölsche         | 1998 FC127             | 31 mars 1998          | A. Knöfel, J. Kandler   |
| (17822) Tonireland      | 1998 FM135             | 22 mars 1998          | LINEAR                  |
| (17823) Bartels         | 1998 GA                | 1er avril 1998        | J. M. Roe               |
| (17824) 1998 GF         | 1998 GF                | 2 avril 1998          | LINEAR                  |
| (17825) Juranitch       | 1998 GQ8               | 2 avril 1998          | LINEAR                  |
| (17826) Normanwisdom    | 1998 GK10              | 3 avril 1998          | J. Broughton            |
| (17827) 1998 HW         | 1998 HW                | 17 avril 1998         | Spacewatch              |
| (17828) 1998 HK8        | 1998 HK8               | 22 avril 1998         | F. B. Zoltowski         |
| (17829) 1998 HX32       | 1998 HX32              | 20 avril 1998         | LINEAR                  |
| (17830) Andreajurgens   | 1998 HR35              | 20 avril 1998         | LINEAR                  |
| (17831) Ussery          | 1998 HW35              | 20 avril 1998         | LINEAR                  |
| (17832) Pitman          | 1998 HV39              | 20 avril 1998         | LINEAR                  |
| (17833) 1998 HO42       | 1998 HO42              | 23 avril 1998         | NEAT                    |
| (17834) 1998 HL43       | 1998 HL43              | 25 avril 1998         | Observatoire de Višnjan |
| (17835) Anoelsuri       | 1998 HS46              | 20 avril 1998         | LINEAR                  |
| (17836) Canup           | 1998 HT50              | 25 avril 1998         | LONEOS                  |
| (17837) 1998 HQ92       | 1998 HQ92              | 21 avril 1998         | LINEAR                  |
| (17838) 1998 HJ94       | 1998 HJ94              | 21 avril 1998         | LINEAR                  |
| (17839) 1998 HN95       | 1998 HN95              | 21 avril 1998         | LINEAR                  |
| (17840) 1998 HG96       | 1998 HG96              | 21 avril 1998         | LINEAR                  |
| (17841) Karenlucci      | 1998 HZ96              | 21 avril 1998         | LINEAR                  |
| (17842) Jorgegarcia     | 1998 HN98              | 21 avril 1998         | LINEAR                  |
| (17843) Shaelucero      | 1998 HD99              | 21 avril 1998         | LINEAR                  |
| (17844) Judson          | 1998 HM100             | 21 avril 1998         | LINEAR                  |
| (17845) 1998 HY112      | 1998 HY112             | 23 avril 1998         | LINEAR                  |
| (17846) 1998 HB115      | 1998 HB115             | 23 avril 1998         | LINEAR                  |
| (17847) 1998 HQ115      | 1998 HQ115             | 23 avril 1998         | LINEAR                  |
| (17848) Mordechai       | 1998 HR133             | 19 avril 1998         | LINEAR                  |
| (17849) 1998 HL134      | 1998 HL134             | 19 avril 1998         | LINEAR                  |
| (17850) 1998 HR150      | 1998 HR150             | 20 avril 1998         | Spacewatch              |
| (17851) Kaler           | 1998 JK                | 1er mai 1998          | NEAT                    |
| (17852) 1998 JN1        | 1998 JN1               | 1er mai 1998          | NEAT                    |
| (17853) Ronaldsayer     | 1998 JK3               | 1er mai 1998          | LONEOS                  |
| (17854) 1998 JC4        | 1998 JC4               | 5 mai 1998            | F. B. Zoltowski         |
| (17855) Geffert         | 1998 KK                | 19 mai 1998           | Starkenburg             |
| (17856) Gomes           | 1998 KL1               | 18 mai 1998           | LONEOS                  |
| (17857) Hsieh           | 1998 KR1               | 18 mai 1998           | LONEOS                  |
| (17858) Beaugé          | 1998 KS3               | 22 mai 1998           | LONEOS                  |
| (17859) Galinaryabova   | 1998 KC4               | 22 mai 1998           | LONEOS                  |
| (17860) Roig            | 1998 KQ4               | 22 mai 1998           | LONEOS                  |
| (17861) 1998 KN24       | 1998 KN24              | 22 mai 1998           | LINEAR                  |
| (17862) 1998 KT28       | 1998 KT28              | 22 mai 1998           | LINEAR                  |
| (17863) 1998 KN30       | 1998 KN30              | 22 mai 1998           | LINEAR                  |
| (17864) 1998 KK38       | 1998 KK38              | 22 mai 1998           | LINEAR                  |
| (17865) Odden           | 1998 KS39              | 22 mai 1998           | LINEAR                  |
| (17866) 1998 KV45       | 1998 KV45              | 22 mai 1998           | LINEAR                  |
| (17867) 1998 KD46       | 1998 KD46              | 22 mai 1998           | LINEAR                  |
| (17868) 1998 KW46       | 1998 KW46              | 22 mai 1998           | LINEAR                  |
| (17869) Descamps        | 1998 MA14              | 20 juin 1998          | ODAS                    |
| (17870) Pannett         | 1998 QU92              | 28 août 1998          | LINEAR                  |
| (17871) 1998 RD58       | 1998 RD58              | 14 septembre 1998     | LINEAR                  |
| (17872) 1998 SP22       | 1998 SP22              | 23 septembre 1998     | Observatoire de Višnjan |
| (17873) Palaciosdeborao | 1998 XO96              | 11 décembre 1998      | O. A. Naranjo           |
| (17874) 1998 YM3        | 1998 YM3               | 17 décembre 1998      | T. Kobayashi            |
| (17875) 1999 AQ2        | 1999 AQ2               | 9 janvier 1999        | T. Kobayashi            |
| (17876) 1999 AX21       | 1999 AX21              | 15 janvier 1999       | K. Korlević             |
| (17877) 1999 AZ22       | 1999 AZ22              | 15 janvier 1999       | T. Kobayashi            |
| (17878) 1999 AR25       | 1999 AR25              | 15 janvier 1999       | ODAS                    |
| (17879) Robutel         | 1999 BA14              | 22 janvier 1999       | ODAS                    |
| (17880) Vanessaparker   | 1999 BA24              | 18 janvier 1999       | LINEAR                  |
| (17881) Radmall         | 1999 CA51              | 10 février 1999       | LINEAR                  |
| (17882) Thielemann      | 1999 CX87              | 10 février 1999       | LINEAR                  |
| (17883) Scobuchanan     | 1999 CP105             | 12 février 1999       | LINEAR                  |
| (17884) Jeffthompson    | 1999 CD116             | 12 février 1999       | LINEAR                  |
| (17885) Brianbeyt       | 1999 CF118             | 12 février 1999       | LINEAR                  |
| (17886) Ramazan         | 1999 CH118             | 12 février 1999       | LINEAR                  |
| (17887) 1999 DE1        | 1999 DE1               | 17 février 1999       | ODAS                    |
| (17888) 1999 DB3        | 1999 DB3               | 21 février 1999       | T. Kobayashi            |
| (17889) Liechty         | 1999 DH3               | 20 février 1999       | LINEAR                  |
| (17890) 1999 DU6        | 1999 DU6               | 20 février 1999       | LINEAR                  |
| (17891) Buraliforti     | 1999 EA                | 6 mars 1999           | P. G. Comba             |
| (17892) Morecambewise   | 1999 EO5               | 15 mars 1999          | J. Broughton            |
| (17893) Arlot           | 1999 FO                | 17 mars 1999          | ODAS                    |
| (17894) 1999 FP         | 1999 FP                | 17 mars 1999          | ODAS                    |
| (17895) 1999 FZ2        | 1999 FZ2               | 17 mars 1999          | Spacewatch              |
| (17896) 1999 FW4        | 1999 FW4               | 17 mars 1999          | Spacewatch              |
| (17897) Gallardo        | 1999 FV8               | 19 mars 1999          | LONEOS                  |
| (17898) Scottsheppard   | 1999 FB19              | 22 mars 1999          | LONEOS                  |
| (17899) Mariacristina   | 1999 FD19              | 22 mars 1999          | LONEOS                  |
| (17900) Leiferman       | 1999 FO24              | 19 mars 1999          | LINEAR                  |

## 17901-18000
| Nom                      | Désignation provisoire | Date de la découverte | Découvreur           |
| ------------------------ | ---------------------- | --------------------- | -------------------- |
| (17901) Korinriske       | 1999 FT25              | 19 mars 1999          | LINEAR               |
| (17902) Britbaker        | 1999 FM26              | 19 mars 1999          | LINEAR               |
| (17903) Shamieh          | 1999 FS27              | 19 mars 1999          | LINEAR               |
| (17904) Annekoupal       | 1999 FW30              | 19 mars 1999          | LINEAR               |
| (17905) Kabtamu          | 1999 FM31              | 19 mars 1999          | LINEAR               |
| (17906) Shapovalov       | 1999 FG32              | 19 mars 1999          | LINEAR               |
| (17907) Danielgude       | 1999 FQ33              | 19 mars 1999          | LINEAR               |
| (17908) Chriskuyu        | 1999 FL34              | 19 mars 1999          | LINEAR               |
| (17909) Nikhilshukla     | 1999 FC35              | 19 mars 1999          | LINEAR               |
| (17910) Munyan           | 1999 FG37              | 20 mars 1999          | LINEAR               |
| (17911) Robertsnyder     | 1999 FF41              | 20 mars 1999          | LINEAR               |
| (17912) 1999 FV44        | 1999 FV44              | 20 mars 1999          | LINEAR               |
| (17913) Strode           | 1999 FT52              | 20 mars 1999          | LINEAR               |
| (17914) Joannelee        | 1999 FA54              | 20 mars 1999          | LINEAR               |
| (17915) 1999 GU          | 1999 GU                | 5 avril 1999          | K. Korlević          |
| (17916) 1999 GZ3         | 1999 GZ3               | 10 avril 1999         | F. B. Zoltowski      |
| (17917) Cartan           | 1999 GN5               | 15 avril 1999         | P. G. Comba          |
| (17918) 1999 GE6         | 1999 GE6               | 14 avril 1999         | Y. Shimizu, T. Urata |
| (17919) Licandro         | 1999 GC8               | 9 avril 1999          | LONEOS               |
| (17920) Zarnecki         | 1999 GE9               | 10 avril 1999         | LONEOS               |
| (17921) Aldeobaldia      | 1999 GC13              | 15 avril 1999         | LINEAR               |
| (17922) 1999 GS13        | 1999 GS13              | 12 avril 1999         | Spacewatch           |
| (17923) Strother         | 1999 GY16              | 15 avril 1999         | LINEAR               |
| (17924) 1999 GA17        | 1999 GA17              | 15 avril 1999         | LINEAR               |
| (17925) Dougweinberg     | 1999 GQ17              | 15 avril 1999         | LINEAR               |
| (17926) Jameswu          | 1999 GA18              | 15 avril 1999         | LINEAR               |
| (17927) Ghoshal          | 1999 GL20              | 15 avril 1999         | LINEAR               |
| (17928) Neuwirth         | 1999 GJ21              | 15 avril 1999         | LINEAR               |
| (17929) Sully            | 1999 GQ21              | 15 avril 1999         | LINEAR               |
| (17930) Kennethott       | 1999 GE24              | 6 avril 1999          | LINEAR               |
| (17931) 1999 GA27        | 1999 GA27              | 7 avril 1999          | LINEAR               |
| (17932) Viswanathan      | 1999 GA35              | 6 avril 1999          | LINEAR               |
| (17933) Haraguchi        | 1999 GM36              | 12 avril 1999         | LINEAR               |
| (17934) Deleon           | 1999 GK39              | 12 avril 1999         | LINEAR               |
| (17935) Vinhoward        | 1999 GX45              | 12 avril 1999         | LINEAR               |
| (17936) Nil              | 1999 HE3               | 24 avril 1999         | J. Broughton         |
| (17937) 1999 HO4         | 1999 HO4               | 16 avril 1999         | Spacewatch           |
| (17938) Tamsendrew       | 1999 HW6               | 17 avril 1999         | LINEAR               |
| (17939) Shanethread      | 1999 HH8               | 16 avril 1999         | LINEAR               |
| (17940) Kandyjarvis      | 1999 JK2               | 8 mai 1999            | CSS                  |
| (17941) Horbatt          | 1999 JW2               | 6 mai 1999            | R. A. Tucker         |
| (17942) Lapinblanc       | 1999 JG6               | 11 mai 1999           | Y. Shimizu, T. Urata |
| (17943) 1999 JZ6         | 1999 JZ6               | 8 mai 1999            | CSS                  |
| (17944) 1999 JF7         | 1999 JF7               | 8 mai 1999            | CSS                  |
| (17945) Hawass           | 1999 JU8               | 14 mai 1999           | J. Broughton         |
| (17946) 1999 JC9         | 1999 JC9               | 7 mai 1999            | CSS                  |
| (17947) 1999 JV10        | 1999 JV10              | 9 mai 1999            | CSS                  |
| (17948) 1999 JQ15        | 1999 JQ15              | 12 mai 1999           | T. Okuni             |
| (17949) 1999 JA18        | 1999 JA18              | 10 mai 1999           | LINEAR               |
| (17950) Grover           | 1999 JS18              | 10 mai 1999           | LINEAR               |
| (17951) Fenska           | 1999 JO19              | 10 mai 1999           | LINEAR               |
| (17952) Folsom           | 1999 JT19              | 10 mai 1999           | LINEAR               |
| (17953) 1999 JB20        | 1999 JB20              | 10 mai 1999           | LINEAR               |
| (17954) Hopkins          | 1999 JP20              | 10 mai 1999           | LINEAR               |
| (17955) Sedransk         | 1999 JZ22              | 10 mai 1999           | LINEAR               |
| (17956) Andrewlenoir     | 1999 JC28              | 10 mai 1999           | LINEAR               |
| (17957) 1999 JE29        | 1999 JE29              | 10 mai 1999           | LINEAR               |
| (17958) Schoof           | 1999 JE33              | 10 mai 1999           | LINEAR               |
| (17959) Camierickson     | 1999 JZ33              | 10 mai 1999           | LINEAR               |
| (17960) Liberatore       | 1999 JB36              | 10 mai 1999           | LINEAR               |
| (17961) Mariagorodnitsky | 1999 JB37              | 10 mai 1999           | LINEAR               |
| (17962) Andrewherron     | 1999 JD37              | 10 mai 1999           | LINEAR               |
| (17963) Vonderheydt      | 1999 JM40              | 10 mai 1999           | LINEAR               |
| (17964) 1999 JY41        | 1999 JY41              | 10 mai 1999           | LINEAR               |
| (17965) Brodersen        | 1999 JO43              | 10 mai 1999           | LINEAR               |
| (17966) 1999 JS43        | 1999 JS43              | 10 mai 1999           | LINEAR               |
| (17967) Bacampbell       | 1999 JT45              | 10 mai 1999           | LINEAR               |
| (17968) 1999 JX46        | 1999 JX46              | 10 mai 1999           | LINEAR               |
| (17969) Truong           | 1999 JB47              | 10 mai 1999           | LINEAR               |
| (17970) Palepu           | 1999 JA48              | 10 mai 1999           | LINEAR               |
| (17971) Samuelhowell     | 1999 JZ50              | 10 mai 1999           | LINEAR               |
| (17972) Ascione          | 1999 JH51              | 10 mai 1999           | LINEAR               |
| (17973) 1999 JP51        | 1999 JP51              | 10 mai 1999           | LINEAR               |
| (17974) 1999 JL52        | 1999 JL52              | 10 mai 1999           | LINEAR               |
| (17975) 1999 JB53        | 1999 JB53              | 10 mai 1999           | LINEAR               |
| (17976) Schulman         | 1999 JQ54              | 10 mai 1999           | LINEAR               |
| (17977) 1999 JR54        | 1999 JR54              | 10 mai 1999           | LINEAR               |
| (17978) 1999 JS54        | 1999 JS54              | 10 mai 1999           | LINEAR               |
| (17979) 1999 JS55        | 1999 JS55              | 10 mai 1999           | LINEAR               |
| (17980) Vanschaik        | 1999 JN56              | 10 mai 1999           | LINEAR               |
| (17981) 1999 JZ56        | 1999 JZ56              | 10 mai 1999           | LINEAR               |
| (17982) Simcmillan       | 1999 JK57              | 10 mai 1999           | LINEAR               |
| (17983) Buhrmester       | 1999 JV59              | 10 mai 1999           | LINEAR               |
| (17984) Ahantonioli      | 1999 JU60              | 10 mai 1999           | LINEAR               |
| (17985) 1999 JC62        | 1999 JC62              | 10 mai 1999           | LINEAR               |
| (17986) 1999 JF62        | 1999 JF62              | 10 mai 1999           | LINEAR               |
| (17987) 1999 JQ62        | 1999 JQ62              | 10 mai 1999           | LINEAR               |
| (17988) Joannehsieh      | 1999 JR62              | 10 mai 1999           | LINEAR               |
| (17989) 1999 JE64        | 1999 JE64              | 10 mai 1999           | LINEAR               |
| (17990) 1999 JK64        | 1999 JK64              | 10 mai 1999           | LINEAR               |
| (17991) Joshuaegan       | 1999 JN65              | 12 mai 1999           | LINEAR               |
| (17992) Japellegrino     | 1999 JR65              | 12 mai 1999           | LINEAR               |
| (17993) Kluesing         | 1999 JT68              | 12 mai 1999           | LINEAR               |
| (17994) 1999 JF70        | 1999 JF70              | 12 mai 1999           | LINEAR               |
| (17995) Jolinefan        | 1999 JF74              | 12 mai 1999           | LINEAR               |
| (17996) 1999 JQ75        | 1999 JQ75              | 10 mai 1999           | LINEAR               |
| (17997) 1999 JN78        | 1999 JN78              | 13 mai 1999           | LINEAR               |
| (17998) 1999 JN80        | 1999 JN80              | 12 mai 1999           | LINEAR               |
| (17999) 1999 JO80        | 1999 JO80              | 12 mai 1999           | LINEAR               |
| (18000) 1999 JX80        | 1999 JX80              | 12 mai 1999           | LINEAR               |